# Виборчі округи Бундестагу
В цій статті наведено список виборчих округів Бундестагу, законодавчого органу Німеччини. Німеччина використовує змішану виборчу систему, подібну до тої яка використовується в Україні. За цією системою 299 депутатів Бундестагу з 598 обираються за мажоритарною виборчою системою в кожному з 299 виборчих округів (нім. Wahlkreise), тобто в кожному окрузі є вибір між декількома кандидатами, і до парламенту потрапляє той, хто отримав найбільше голосів. Інші 299 депутатів обираються за пропорційною виборчою системою із закритими списками, окремо в кожній з 16-ти федеральних земель. Останні на цей момент парламентські вибори в Німеччині відбулись 26 вересня 2021 року, на яких було обране 20-те скликання законодавчого органу.

## Перелік
| №   | Назва | Федеральна земля             | Розташування | Населення | Фото мажоритарника | Чинний мажоритарник           | Партія мажоритарника | Партія мажоритарника            | Мапа | Посилання |
| --- | --- | ---------------------------- | ------------ | --------- | ------------------ | ----------------------------- | -------------------- | ------------------------------- | ---- | --- |
| 1   | Фленсбург—Шлезвіг (Flensburg — Schleswig) | Шлезвіг-Гольштейн            |              | 282 800   |                    | Петра Ніколайсен              |                      | Християнсько-демократичний союз | Мапа | Межі округу [Архівовано 20 червня 2021 у Wayback Machine.] Рез. виборів [Архівовано 27 березня 2019 у Wayback Machine.]      |
| 2   | Північна Фризія—Дітмаршен-норд (Nordfriesland — Dithmarschen Nord)                                                                                                | Шлезвіг-Гольштейн            |              | 232 300   |                    | Астрід Дамеров                |                      | Християнсько-демократичний союз | Мапа | Межі округу [Архівовано 20 червня 2021 у Wayback Machine.] Рез. виборів [Архівовано 12 серпня 2020 у Wayback Machine.]       |
| 3   | Штайнбург—Дітмаршен-зюд (Steinburg — Dithmarschen Süd) | Шлезвіг-Гольштейн            |              | 220 800   |                    | Марк Хелфріх                  |                      | Християнсько-демократичний союз | Мапа | Межі округу [Архівовано 20 червня 2021 у Wayback Machine.] Рез. виборів [Архівовано 27 березня 2019 у Wayback Machine.]      |
| 4   | Рендсбург-Екернферде (Rendsburg-Eckernförde) | Шлезвіг-Гольштейн            |              | 248 700   |                    | Йоганн Давід Вадепул          |                      | Християнсько-демократичний союз | Мапа | Межі округу [Архівовано 31 травня 2019 у Wayback Machine.] Рез. виборів [Архівовано 31 травня 2019 у Wayback Machine.]       |
| 5   | Кіль (Kiel) | Шлезвіг-Гольштейн            |              | 268 000   |                    | Матіас Штайн                  |                      | Соціал-демократична партія      | Мапа | Межі округу [Архівовано 20 червня 2021 у Wayback Machine.] Рез. виборів [Архівовано 16 жовтня 2020 у Wayback Machine.]       |
| 6   | Плен—Ноймюнстер (Plön — Neumünster) | Шлезвіг-Гольштейн            |              | 219 800   |                    | Мелані Бернштайн              |                      | Християнсько-демократичний союз | Мапа | Межі округу [Архівовано 19 червня 2021 у Wayback Machine.] Рез. виборів [Архівовано 10 жовтня 2019 у Wayback Machine.]       |
| 7   | Піннеберг (Pinneberg) | Шлезвіг-Гольштейн            |              | 307 500   |                    | Міхаел фон Аберкрон           |                      | Християнсько-демократичний союз | Мапа | Межі округу [Архівовано 20 червня 2021 у Wayback Machine.] Рез. виборів [Архівовано 19 червня 2021 у Wayback Machine.]       |
| 8   | Зегеберг—Штормарн-мітте (Segeberg — Stormarn-Mitte) | Шлезвіг-Гольштейн            |              | 313 200   |                    | Ґеро Шторйоганн               |                      | Християнсько-демократичний союз | Мапа | Межі округу [Архівовано 20 червня 2021 у Wayback Machine.] Рез. виборів [Архівовано 14 жовтня 2020 у Wayback Machine.]       |
| 9   | Східний Гольштейн—Штормарн-норд (Ostholstein — Stormarn-Nord) | Шлезвіг-Гольштейн            |              | 219 300   |                    | Інґо Ґедехенс                 |                      | Християнсько-демократичний союз | Мапа | Межі округу [Архівовано 26 вересня 2021 у Wayback Machine.] Рез. виборів [Архівовано 20 червня 2021 у Wayback Machine.]      |
| 10  | Герцогство Лауенбург—Штормарн-зюд (Herzogtum Lauenburg — Stormarn-Süd)                                                                                            | Шлезвіг-Гольштейн            |              | 311 100   |                    | Норберт Бракманн              |                      | Християнсько-демократичний союз | Мапа | Межі округу [Архівовано 20 червня 2021 у Wayback Machine.] Рез. виборів [Архівовано 20 червня 2021 у Wayback Machine.]       |
| 11  | Любек (Lübeck) | Шлезвіг-Гольштейн            |              | 235 300   |                    | Клаудіа Шмідтке               |                      | Християнсько-демократичний союз | Мапа | Межі округу [Архівовано 29 листопада 2020 у Wayback Machine.] Рез. виборів [Архівовано 20 червня 2021 у Wayback Machine.]    |
| 12  | Шверін—Людвігслюст-Пархім I—Нордвестмекленбург I (Schwerin — Ludwigslust-Parchim I — Nordwestmecklenburg I)                                                       | Мекленбург-Передня Померанія |              | 270 900   |                    | Дітріх Монштадт               |                      | Християнсько-демократичний союз | Мапа | Межі округу [Архівовано 23 вересня 2020 у Wayback Machine.] Рез. виборів [Архівовано 16 жовтня 2020 у Wayback Machine.]      |
| 13  | Людвігслюст-Пархім II—Нордвестмекленбург II—Росток-округ I (Ludwigslust-Parchim II — Nordwestmecklenburg II — Landkreis Rostock I)                                | Мекленбург-Передня Померанія |              | 248 800   |                    | Карін Штренц                  |                      | Християнсько-демократичний союз | Мапа | Межі округу [Архівовано 16 жовтня 2020 у Wayback Machine.] Рез. виборів [Архівовано 14 жовтня 2020 у Wayback Machine.]       |
| 14  | Росток—Росток-округ II (Rostock — Landkreis Rostock II) | Мекленбург-Передня Померанія |              | 271 600   |                    | Петер Штайн                   |                      | Християнсько-демократичний союз | Мапа | Межі округу [Архівовано 14 жовтня 2020 у Wayback Machine.] Рез. виборів [Архівовано 13 жовтня 2020 у Wayback Machine.]       |
| 15  | Передня Померанія-Рюген—Передня Померанія-Грайфсвальд I (Vorpommern-Rügen — Vorpommern-Greifswald I)                                                              | Мекленбург-Передня Померанія |              | 292 300   |                    | Ангела Меркель                |                      | Християнсько-демократичний союз | Мапа | Межі округу [Архівовано 29 жовтня 2020 у Wayback Machine.] Рез. виборів [Архівовано 25 травня 2019 у Wayback Machine.]       |
| 16  | Мекленбургіше-Зенплатте I—Передня Померанія-Грайфсвальд II (Mecklenburgische Seenplatte I — Vorpommern-Greifswald II)                                             | Мекленбург-Передня Померанія |              | 273 300   |                    | Філіпп Амтор                  |                      | Християнсько-демократичний союз | Мапа | Межі округу [Архівовано 29 жовтня 2020 у Wayback Machine.] Рез. виборів [Архівовано 14 жовтня 2020 у Wayback Machine.]       |
| 17  | Мекленбургіше-Зенплатте II—Росток-округ III (Mecklenburgische Seenplatte II — Landkreis Rostock III)                                                              | Мекленбург-Передня Померанія |              | 255 600   |                    | Екгардт Реберґ                |                      | Християнсько-демократичний союз | Мапа | Межі округу [Архівовано 23 вересня 2020 у Wayback Machine.] Рез. виборів [Архівовано 14 жовтня 2020 у Wayback Machine.]      |
| 18  | Гамбург Альтона (Hamburg-Mitte) | Гамбург                      |              | 350 100   |                    | Йоганнес Карс                 |                      | Соціал-демократична партія      | Мапа | Межі округу [Архівовано 29 грудня 2019 у Wayback Machine.] Рез. виборів [Архівовано 29 грудня 2019 у Wayback Machine.]       |
| 19  | Гамбург Аймсбюттель (Hamburg-Altona) | Гамбург                      |              | 260 300   |                    | Маттіас Бартке                |                      | Соціал-демократична партія      | Мапа | Межі округу [Архівовано 29 грудня 2019 у Wayback Machine.] Рез. виборів [Архівовано 15 жовтня 2020 у Wayback Machine.]       |
| 20  | Гамбург Мітте (Hamburg-Eimsbüttel) | Гамбург                      |              | 252 900   |                    | Нільс Аннен                   |                      | Соціал-демократична партія      | Мапа | Межі округу [Архівовано 29 грудня 2019 у Wayback Machine.] Рез. виборів [Архівовано 29 грудня 2019 у Wayback Machine.]       |
| 21  | Гамбург Норт (Hamburg-Nord) | Гамбург                      |              | 279 800   |                    | Хрістоф Плос                  |                      | Християнсько-демократичний союз | Мапа | Межі округу [Архівовано 29 грудня 2019 у Wayback Machine.] Рез. виборів [Архівовано 29 грудня 2019 у Wayback Machine.]       |
| 22  | Гамбург Вандсбек (Hamburg-Wandsbek) | Гамбург                      |              | 314 700   |                    | Айдан Озозуз                  |                      | Соціал-демократична партія      | Мапа | Межі округу [Архівовано 29 грудня 2019 у Wayback Machine.] Рез. виборів [Архівовано 29 грудня 2019 у Wayback Machine.]       |
| 23  | Гамбург Бергердорф-Харбург (Hamburg-Bergedorf — Harburg) | Гамбург                      |              | 329 500   |                    | Метін Гакверді                |                      | Соціал-демократична партія      | Мапа | Межі округу [Архівовано 29 грудня 2019 у Wayback Machine.] Рез. виборів [Архівовано 29 грудня 2019 у Wayback Machine.]       |
| 24  | Аурих—Емден (Aurich — Emden) | Нижня Саксонія               |              | 239 900   |                    | Йоганн Заатгофф               |                      | Соціал-демократична партія      | Мапа | Межі округу [Архівовано 17 квітня 2019 у Wayback Machine.] Рез. виборів [Архівовано 28 серпня 2020 у Wayback Machine.]       |
| 25  | Унтеремс (Unterems) | Нижня Саксонія               |              | 314 500   |                    | Ґітта Коннеманн               |                      | Християнсько-демократичний союз | Мапа | Межі округу [Архівовано 23 жовтня 2020 у Wayback Machine.] Рез. виборів [Архівовано 30 липня 2020 у Wayback Machine.]        |
| 26  | Фрисландія—Вільгельмсгафен—Віттмунд (Friesland — Wilhelmshaven — Wittmund)                                                                                        | Нижня Саксонія               |              | 231 100   |                    | Зімтє Мьоллєр                 |                      | Соціал-демократична партія      | Мапа | Межі округу [Архівовано 26 жовтня 2020 у Wayback Machine.] Рез. виборів [Архівовано 10 серпня 2020 у Wayback Machine.]       |
| 27  | Ольденбург—Аммерланд (Oldenburg — Ammerland) | Нижня Саксонія               |              | 285 300   |                    | Денніс Роде                   |                      | Соціал-демократична партія      | Мапа | Межі округу [Архівовано 22 жовтня 2020 у Wayback Machine.] Рез. виборів [Архівовано 6 серпня 2020 у Wayback Machine.]        |
| 28  | Дельменгорст—Везермарш—Ольденбург-округ (Delmenhorst — Wesermarsch — Oldenburg-Land)                                                                              | Нижня Саксонія               |              | 294 200   |                    | Аштрід Ґротелюшен             |                      | Християнсько-демократичний союз | Мапа | Межі округу [Архівовано 22 жовтня 2020 у Wayback Machine.] Рез. виборів [Архівовано 6 серпня 2020 у Wayback Machine.]        |
| 29  | Куксгафен—Штаде II (Cuxhaven — Stade II) | Нижня Саксонія               |              | 234 700   |                    | Енак Ферлєманн                |                      | Християнсько-демократичний союз | Мапа | Межі округу [Архівовано 17 квітня 2019 у Wayback Machine.] Рез. виборів [Архівовано 27 липня 2020 у Wayback Machine.]        |
| 30  | Штаде I—Ротенбург II (Stade I — Rotenburg II) | Нижня Саксонія               |              | 252 000   |                    | Олівер Ґрундманн              |                      | Християнсько-демократичний союз | Мапа | Межі округу [Архівовано 17 квітня 2019 у Wayback Machine.] Рез. виборів [Архівовано 17 липня 2020 у Wayback Machine.]        |
| 31  | Міттелемс (Mittelems) | Нижня Саксонія               |              | 308 200   |                    | Альберт Штеґеманн             |                      | Християнсько-демократичний союз | Мапа | Межі округу [Архівовано 17 квітня 2019 у Wayback Machine.] Рез. виборів [Архівовано 25 липня 2020 у Wayback Machine.]        |
| 32  | Клоппенбург—Фехта (Cloppenburg — Vechta) | Нижня Саксонія               |              | 302 600   |                    | Сільвія Бреєр                 |                      | Християнсько-демократичний союз | Мапа | Межі округу [Архівовано 17 квітня 2019 у Wayback Machine.] Рез. виборів [Архівовано 30 серпня 2020 у Wayback Machine.]       |
| 33  | Діпгольц—Нінбург I (Diepholz — Nienburg I) | Нижня Саксонія               |              | 244 700   |                    | Аксел Кноеріґ                 |                      | Християнсько-демократичний союз | Мапа | Межі округу [Архівовано 17 квітня 2019 у Wayback Machine.] Рез. виборів [Архівовано 6 серпня 2020 у Wayback Machine.]        |
| 34  | Остергольц—Ферден (Osterholz — Verden) | Нижня Саксонія               |              | 248 200   |                    | Андреас Маттфельдт            |                      | Християнсько-демократичний союз | Мапа | Межі округу [Архівовано 17 квітня 2019 у Wayback Machine.] Рез. виборів [Архівовано 30 липня 2020 у Wayback Machine.]        |
| 35  | Ротенбург I—Гайдекрайс (Rotenburg I — Heidekreis) | Нижня Саксонія               |              | 214 900   |                    | Ларс Клінґбайль               |                      | Соціал-демократична партія      | Мапа | Межі округу [Архівовано 17 квітня 2019 у Wayback Machine.] Рез. виборів [Архівовано 11 серпня 2020 у Wayback Machine.]       |
| 36  | Гарбург (Harburg) | Нижня Саксонія               |              | 248 100   |                    | Міхаель Ґросе-Брьомер         |                      | Християнсько-демократичний союз | Мапа | Межі округу [Архівовано 17 квітня 2019 у Wayback Machine.] Рез. виборів [Архівовано 6 серпня 2020 у Wayback Machine.]        |
| 37  | Люхов-Данненберг—Люнебург (Lüchow-Dannenberg — Lüneburg) | Нижня Саксонія               |              | 230 800   |                    | Екгард Полс                   |                      | Християнсько-демократичний союз | Мапа | Межі округу [Архівовано 17 квітня 2019 у Wayback Machine.] Рез. виборів [Архівовано 8 вересня 2020 у Wayback Machine.]       |
| 38  | Оснабрюк (Osnabrück-Land) | Нижня Саксонія               |              | 265 600   |                    | Андре Берґхеґґер              |                      | Християнсько-демократичний союз | Мапа | Межі округу [Архівовано 17 квітня 2019 у Wayback Machine.] Рез. виборів [Архівовано 17 серпня 2020 у Wayback Machine.]       |
| 39  | Оснабрюк-місто (Stadt Osnabrück) | Нижня Саксонія               |              | 254 900   |                    | Матіас Мідделберґ             |                      | Християнсько-демократичний союз | Мапа | Межі округу [Архівовано 17 квітня 2019 у Wayback Machine.] Рез. виборів [Архівовано 24 липня 2020 у Wayback Machine.]        |
| 40  | Нінбург II—Шаумбург (Nienburg II — Schaumburg) | Нижня Саксонія               |              | 246 100   |                    | Майк Беєрманн                 |                      | Християнсько-демократичний союз | Мапа | Межі округу [Архівовано 17 квітня 2019 у Wayback Machine.] Рез. виборів [Архівовано 24 липня 2020 у Wayback Machine.]        |
| 41  | Ганновер I (Stadt Hannover I) | Нижня Саксонія               |              | 257 300   |                    | Керстін Такк                  |                      | Соціал-демократична партія      | Мапа | Межі округу [Архівовано 17 квітня 2019 у Wayback Machine.] Рез. виборів [Архівовано 13 серпня 2020 у Wayback Machine.]       |
| 42  | Ганновер II (Stadt Hannover II) | Нижня Саксонія               |              | 274 900   |                    | Ясмін Фахімі                  |                      | Соціал-демократична партія      | Мапа | Межі округу [Архівовано 17 квітня 2019 у Wayback Machine.] Рез. виборів [Архівовано 6 серпня 2020 у Wayback Machine.]        |
| 43  | Ганновер-округ I (Hannover-Land I) | Нижня Саксонія               |              | 303 000   |                    | Гендрік Гоппенштедт           |                      | Християнсько-демократичний союз | Мапа | Межі округу [Архівовано 17 квітня 2019 у Wayback Machine.] Рез. виборів [Архівовано 26 вересня 2017 у Wayback Machine.]      |
| 44  | Целле—Ільцен (Celle — Uelzen) | Нижня Саксонія               |              | 271 100   |                    | Геннінґ Отте                  |                      | Християнсько-демократичний союз | Мапа | Межі округу [Архівовано 17 квітня 2019 у Wayback Machine.] Рез. виборів [Архівовано 20 серпня 2020 у Wayback Machine.]       |
| 45  | Гіфгорн—Пайне (Gifhorn — Peine) | Нижня Саксонія               |              | 280 100   |                    | Губертус Гайль                |                      | Соціал-демократична партія      | Мапа | Межі округу [Архівовано 17 квітня 2019 у Wayback Machine.] Рез. виборів [Архівовано 27 липня 2020 у Wayback Machine.]        |
| 46  | Гамельн-Пірмонт—Гольцмінден (Hameln-Pyrmont — Holzminden) | Нижня Саксонія               |              | 237 500   |                    | Йоганнес Шрапс                |                      | Соціал-демократична партія      | Мапа | Межі округу [Архівовано 17 квітня 2019 у Wayback Machine.] Рез. виборів [Архівовано 18 липня 2020 у Wayback Machine.]        |
| 47  | Ганновер-округ II (Hannover-Land II) | Нижня Саксонія               |              | 309 300   |                    | Маттіас Мірш                  |                      | Соціал-демократична партія      | Мапа | Межі округу [Архівовано 14 травня 2021 у Wayback Machine.] Рез. виборів [Архівовано 15 серпня 2020 у Wayback Machine.]       |
| 48  | Гільдесгайм (Hildesheim) | Нижня Саксонія               |              | 277 100   |                    | Бернд Вештфаль                |                      | Соціал-демократична партія      | Мапа | Межі округу [Архівовано 17 квітня 2019 у Wayback Machine.] Рез. виборів [Архівовано 29 серпня 2020 у Wayback Machine.]       |
| 49  | Зальцгіттер—Вольфенбюттель (Salzgitter — Wolfenbüttel) | Нижня Саксонія               |              | 265 200   |                    | Зігмар Габрієль               |                      | Соціал-демократична партія      | Мапа | Межі округу [Архівовано 11 серпня 2020 у Wayback Machine.] Рез. виборів [Архівовано 29 червня 2020 у Wayback Machine.]       |
| 50  | Брауншвейг (Braunschweig) | Нижня Саксонія               |              | 251 400   |                    | Карола Райманн                |                      | Соціал-демократична партія      | Мапа | Межі округу [Архівовано 17 квітня 2019 у Wayback Machine.] Рез. виборів [Архівовано 11 серпня 2020 у Wayback Machine.]       |
| 51  | Гельмштедт—Вольфсбург (Helmstedt — Wolfsburg) | Нижня Саксонія               |              | 241 900   |                    | Фалко Морс                    |                      | Соціал-демократична партія      | Мапа | Межі округу [Архівовано 17 квітня 2019 у Wayback Machine.] Рез. виборів [Архівовано 15 вересня 2020 у Wayback Machine.]      |
| 52  | Гослар—Нортгайм—Остероде (Goslar — Northeim — Osterode) | Нижня Саксонія               |              | 255 200   |                    | Рой Кюне                      |                      | Християнсько-демократичний союз | Мапа | Межі округу [Архівовано 17 квітня 2019 у Wayback Machine.] Рез. виборів [Архівовано 8 вересня 2020 у Wayback Machine.]       |
| 53  | Геттінген (Göttingen) | Нижня Саксонія               |              | 286 800   |                    | Томас Опперманн               |                      | Соціал-демократична партія      | Мапа | Межі округу [Архівовано 17 квітня 2019 у Wayback Machine.] Рез. виборів [Архівовано 11 серпня 2020 у Wayback Machine.]       |
| 54  | Бремен I (Bremen I) | Бремен                       |              | 352 600   |                    | Сара Риґлєвскі                |                      | Соціал-демократична партія      | Мапа | Межі округу [Архівовано 29 вересня 2019 у Wayback Machine.] Рез. виборів [Архівовано 29 вересня 2019 у Wayback Machine.]     |
| 55  | Бремен II—Бремергафен (Bremen II — Bremerhaven) | Бремен                       |              | 318 800   |                    | Уве Шмідт                     |                      | Соціал-демократична партія      | Мапа | Межі округу [Архівовано 12 січня 2021 у Wayback Machine.] Рез. виборів [Архівовано 10 січня 2021 у Wayback Machine.]         |
| 56  | Прігніц—Остпрігніц-Руппін—Гафельланд I (Prignitz — Ostprignitz-Ruppin — Havelland I)                                                                              | Бранденбург                  |              | 209 500   |                    | Себастіан Штайнеке            |                      | Християнсько-демократичний союз | Мапа | Межі округу [Архівовано 12 червня 2021 у Wayback Machine.] Рез. виборів [Архівовано 16 листопада 2020 у Wayback Machine.]    |
| 57  | Уккермарк—Барнім (Uckermark — Barnim I) | Бранденбург                  |              | 219 900   |                    | Єнс Коеппен                   |                      | Християнсько-демократичний союз | Мапа | Межі округу [Архівовано 13 листопада 2020 у Wayback Machine.] Рез. виборів [Архівовано 13 листопада 2020 у Wayback Machine.] |
| 58  | Обергафель—Гафельланд II (Oberhavel — Havelland II) | Бранденбург                  |              | 295 800   |                    | Уве Файлер                    |                      | Християнсько-демократичний союз | Мапа | Межі округу [Архівовано 20 червня 2021 у Wayback Machine.] Рез. виборів [Архівовано 25 листопада 2020 у Wayback Machine.]    |
| 59  | Меркіш-Одерланд—Барнім II (Märkisch-Oderland — Barnim II) | Бранденбург                  |              | 269 300   |                    | Ганс-Георґ фон дер Марвітц    |                      | Християнсько-демократичний союз | Мапа | Межі округу [Архівовано 5 травня 2019 у Wayback Machine.] Рез. виборів [Архівовано 13 листопада 2020 у Wayback Machine.]     |
| 60  | Бранденбург-на-Гафелі—Потсдам-Міттельмарк I—Гафельланд III—Тельтов-Флемінг I (Brandenburg an der Havel — Potsdam-Mittelmark I — Havelland III — Teltow-Fläming I) | Бранденбург                  |              | 220 300   |                    | Дітлінд Тіманн                |                      | Християнсько-демократичний союз | Мапа | Межі округу [Архівовано 20 червня 2021 у Wayback Machine.] Рез. виборів [Архівовано 13 листопада 2020 у Wayback Machine.]    |
| 61  | Потсдам—Потсдам-Міттельмарк II—Тельтов-Флемінг II (Potsdam — Potsdam-Mittelmark II — Teltow-Fläming II)                                                           | Бранденбург                  |              | 310 500   |                    | Маня Шюле                     |                      | Соціал-демократична партія      | Мапа | Межі округу [Архівовано 25 листопада 2020 у Wayback Machine.] Рез. виборів [Архівовано 9 грудня 2018 у Wayback Machine.]     |
| 62  | Даме-Шпревальд—Тельтов-Флемінг III—Обершпревальд-Лаузіц I (Dahme-Spreewald — Teltow-Fläming III — Oberspreewald-Lausitz I)                                        | Бранденбург                  |              | 300 900   |                    | Яна Шімке                     |                      | Християнсько-демократичний союз | Мапа | Межі округу [Архівовано 13 листопада 2020 у Wayback Machine.] Рез. виборів [Архівовано 13 листопада 2020 у Wayback Machine.] |
| 63  | Франкфурт-на-Одері—Одер-Шпре (Frankfurt (Oder) — Oder-Spree) | Бранденбург                  |              | 240 500   |                    | Мартін Патцелт                |                      | Християнсько-демократичний союз | Мапа | Межі округу [Архівовано 20 червня 2021 у Wayback Machine.] Рез. виборів [Архівовано 9 листопада 2020 у Wayback Machine.]     |
| 64  | Котбус—Шпре-Найсе (Cottbus — Spree-Neiße) | Бранденбург                  |              | 217 300   |                    | Клаус-Петер Шульце            |                      | Християнсько-демократичний союз | Мапа | Межі округу [Архівовано 19 червня 2021 у Wayback Machine.] Рез. виборів [Архівовано 27 квітня 2019 у Wayback Machine.]       |
| 65  | Ельба-Ельстер—Обершпревальд-Лаузіц II (Elbe-Elster — Oberspreewald-Lausitz II)                                                                                    | Бранденбург                  |              | 200 900   |                    | Міхаель Штюбґен               |                      | Християнсько-демократичний союз | Мапа | Межі округу [Архівовано 15 листопада 2020 у Wayback Machine.] Рез. виборів [Архівовано 12 серпня 2020 у Wayback Machine.]    |
| 66  | Альтмарк (Altmark) | Саксонія-Ангальт             |              | 201 400   |                    | Екгард Ґнодтке                |                      | Християнсько-демократичний союз | Мапа | Межі округу [Архівовано 29 жовтня 2020 у Wayback Machine.] Рез. виборів [Архівовано 9 листопада 2020 у Wayback Machine.]     |
| 67  | Берде—Єріхов (Börde — Jerichower Land) | Саксонія-Ангальт             |              | 265 200   |                    | Манфред Беренс                |                      | Християнсько-демократичний союз | Мапа | Межі округу [Архівовано 29 жовтня 2020 у Wayback Machine.] Рез. виборів [Архівовано 9 листопада 2020 у Wayback Machine.]     |
| 68  | Гарц (Harz) | Саксонія-Ангальт             |              | 257 400   |                    | Хайке Бремер                  |                      | Християнсько-демократичний союз | Мапа | Межі округу [Архівовано 29 жовтня 2020 у Wayback Machine.] Рез. виборів [Архівовано 13 листопада 2020 у Wayback Machine.]    |
| 69  | Магдебург (Magdeburg) | Саксонія-Ангальт             |              | 292 400   |                    | Тіно Зорґе                    |                      | Християнсько-демократичний союз | Мапа | Межі округу [Архівовано 29 жовтня 2020 у Wayback Machine.] Рез. виборів [Архівовано 16 квітня 2019 у Wayback Machine.]       |
| 70  | Дессау—Віттенберг (Dessau — Wittenberg) | Саксонія-Ангальт             |              | 211 400   |                    | Зепп Мюллєр                   |                      | Християнсько-демократичний союз | Мапа | Межі округу [Архівовано 29 жовтня 2020 у Wayback Machine.] Рез. виборів [Архівовано 17 листопада 2020 у Wayback Machine.]    |
| 71  | Ангальт (Anhalt) | Саксонія-Ангальт             |              | 268 800   |                    | Кіс де Фріс                   |                      | Християнсько-демократичний союз | Мапа | Межі округу [Архівовано 29 жовтня 2020 у Wayback Machine.] Рез. виборів [Архівовано 17 листопада 2020 у Wayback Machine.]    |
| 72  | Галле (Halle) | Саксонія-Ангальт             |              | 270 400   |                    | Хрістоф Бернштіл              |                      | Християнсько-демократичний союз | Мапа | Межі округу [Архівовано 26 вересня 2017 у Wayback Machine.] Рез. виборів [Архівовано 29 жовтня 2020 у Wayback Machine.]      |
| 73  | Бургенланд—Заалє (Burgenland — Saalekreis) | Саксонія-Ангальт             |              | 231 800   |                    | Дітер Штір                    |                      | Християнсько-демократичний союз | Мапа | Межі округу [Архівовано 29 жовтня 2020 у Wayback Machine.] Рез. виборів [Архівовано 9 листопада 2020 у Wayback Machine.]     |
| 74  | Мансфельд (Mansfeld) | Саксонія-Ангальт             |              | 246 700   |                    | Торстен Швайґер               |                      | Християнсько-демократичний союз | Мапа | Межі округу [Архівовано 29 жовтня 2020 у Wayback Machine.] Рез. виборів [Архівовано 14 травня 2021 у Wayback Machine.]       |
| 75  | Берлін Мітте (Berlin-Mitte) | Берлін                       |              | 354 300   |                    | Єва Хьоґль                    |                      | Соціал-демократична партія      | Мапа | Межі округу [Архівовано 22 листопада 2020 у Wayback Machine.] Рез. виборів [Архівовано 10 березня 2020 у Wayback Machine.]   |
| 76  | Берлін Панков (Berlin-Pankow) | Берлін                       |              | 314 000   |                    | Штефан Лібіх                  |                      | Ліві                            | Мапа | Межі округу [Архівовано 21 січня 2021 у Wayback Machine.] Рез. виборів [Архівовано 10 листопада 2020 у Wayback Machine.]     |
| 77  | Берлін Райнікендорф (Berlin-Reinickendorf) | Берлін                       |              | 252 100   |                    | Франк Штеффель                |                      | Християнсько-демократичний союз | Мапа | Межі округу [Архівовано 21 січня 2021 у Wayback Machine.] Рез. виборів [Архівовано 11 листопада 2020 у Wayback Machine.]     |
| 78  | Берлін Шпандау—Шарлоттенбург-норд (Berlin-Spandau — Charlottenburg Nord)                                                                                          | Берлін                       |              | 262 400   |                    | Свен Шулц                     |                      | Соціал-демократична партія      | Мапа | Межі округу [Архівовано 11 листопада 2020 у Wayback Machine.] Рез. виборів [Архівовано 11 листопада 2020 у Wayback Machine.] |
| 79  | Берлін Штегліц-Целендорф (Berlin-Steglitz — Zehlendorf) | Берлін                       |              | 286 500   |                    | Томас Хайльманн               |                      | Християнсько-демократичний союз | Мапа | Межі округу [Архівовано 21 січня 2021 у Wayback Machine.] Рез. виборів [Архівовано 22 квітня 2021 у Wayback Machine.]        |
| 80  | Берлін Шарлоттенбург-Вільмерсдорф (Berlin-Charlottenburg — Wilmersdorf)                                                                                           | Берлін                       |              | 277 700   |                    | Клаус-Дітер Ґрьоллєр          |                      | Християнсько-демократичний союз | Мапа | Межі округу [Архівовано 21 січня 2021 у Wayback Machine.] Рез. виборів [Архівовано 11 листопада 2020 у Wayback Machine.]     |
| 81  | Берлін Темпельгоф-Шенеберг (Berlin-Tempelhof — Schöneberg) | Берлін                       |              | 333 700   |                    | Ян-Марко Лучак                |                      | Християнсько-демократичний союз | Мапа | Межі округу [Архівовано 25 листопада 2020 у Wayback Machine.] Рез. виборів [Архівовано 23 квітня 2021 у Wayback Machine.]    |
| 82  | Берлін Нойкьольн (Berlin-Neukölln) | Берлін                       |              | 318 700   |                    | Фрітц Фелґентрой              |                      | Соціал-демократична партія      | Мапа | Межі округу [Архівовано 21 січня 2021 у Wayback Machine.] Рез. виборів [Архівовано 11 листопада 2020 у Wayback Machine.]     |
| 83  | Берлін Фрідріксгайн-Кройцберг—Пренцлауер-Берґ-ост (Berlin-Friedrichshain — Kreuzberg — Prenzlauer Berg Ost)                                                       | Берлін                       |              | 339 800   |                    | Канан Байрам                  |                      | Союз 90/Зелені                  | Мапа | Межі округу [Архівовано 23 вересня 2020 у Wayback Machine.] Рез. виборів [Архівовано 1 листопада 2020 у Wayback Machine.]    |
| 84  | Берлін Трептов-Кепенік (Berlin-Treptow — Köpenick) | Берлін                       |              | 251 200   |                    | Грегор Гізі                   |                      | Ліві                            | Мапа | Межі округу [Архівовано 21 січня 2021 у Wayback Machine.] Рез. виборів [Архівовано 10 листопада 2020 у Wayback Machine.]     |
| 85  | Берлін Марцан-Геллерсдорф (Berlin-Marzahn — Hellersdorf) | Берлін                       |              | 256 300   |                    | Петра Пау                     |                      | Ліві                            | Мапа | Межі округу [Архівовано 21 січня 2021 у Wayback Machine.] Рез. виборів [Архівовано 11 листопада 2020 у Wayback Machine.]     |
| 86  | Берлін Ліхтенберг (Berlin-Lichtenberg) | Берлін                       |              | 273 300   |                    | Ґезіне Льотцш                 |                      | Ліві                            | Мапа | Межі округу [Архівовано 21 січня 2021 у Wayback Machine.] Рез. виборів [Архівовано 11 листопада 2020 у Wayback Machine.]     |
| 87  | Аахен I (Aachen I) | Північний Рейн-Вестфалія     |              | 245 900   |                    | Рудольф Хенке                 |                      | Християнсько-демократичний союз | Мапа | Межі округу [Архівовано 20 червня 2021 у Wayback Machine.] Рез. виборів [Архівовано 17 липня 2020 у Wayback Machine.]        |
| 88  | Аахен II (Aachen II) | Північний Рейн-Вестфалія     |              | 308 000   |                    | Клаудіа Моль                  |                      | Соціал-демократична партія      | Мапа | Межі округу [Архівовано 20 червня 2021 у Wayback Machine.] Рез. виборів [Архівовано 17 липня 2020 у Wayback Machine.]        |
| 89  | Гайнсберг (Heinsberg) | Північний Рейн-Вестфалія     |              | 252 500   |                    | Вілфрід Оеллєрс               |                      | Християнсько-демократичний союз | Мапа | Межі округу [Архівовано 20 червня 2021 у Wayback Machine.] Рез. виборів [Архівовано 17 липня 2020 у Wayback Machine.]        |
| 90  | Дюрен (Düren) | Північний Рейн-Вестфалія     |              | 262 800   |                    | Томас Рахель                  |                      | Християнсько-демократичний союз | Мапа | Межі округу [Архівовано 20 червня 2021 у Wayback Machine.] Рез. виборів [Архівовано 17 липня 2020 у Wayback Machine.]        |
| 91  | Райн-Ерфт I (Rhein-Erft-Kreis I) | Північний Рейн-Вестфалія     |              | 336 100   |                    | Георґ Кіппельс                |                      | Християнсько-демократичний союз | Мапа | Межі округу [Архівовано 20 червня 2021 у Wayback Machine.] Рез. виборів [Архівовано 17 липня 2020 у Wayback Machine.]        |
| 92  | Ойскірхен—Райн-Ерфт II (Euskirchen — Rhein-Erft-Kreis II) | Північний Рейн-Вестфалія     |              | 321 700   |                    | Детлеф Зайф                   |                      | Християнсько-демократичний союз | Мапа | Межі округу [Архівовано 20 червня 2021 у Wayback Machine.] Рез. виборів [Архівовано 17 липня 2020 у Wayback Machine.]        |
| 93  | Кельн I (Köln I) | Північний Рейн-Вестфалія     |              | 291 400   |                    | Карстен Мьорінґ               |                      | Християнсько-демократичний союз | Мапа | Межі округу [Архівовано 20 червня 2021 у Wayback Machine.] Рез. виборів [Архівовано 17 липня 2020 у Wayback Machine.]        |
| 94  | Кельн II (Köln II) | Північний Рейн-Вестфалія     |              | 316 900   |                    | Геріберт Хірте                |                      | Християнсько-демократичний союз | Мапа | Межі округу [Архівовано 27 жовтня 2020 у Wayback Machine.] Рез. виборів [Архівовано 17 липня 2020 у Wayback Machine.]        |
| 95  | Кельн III (Köln III) | Північний Рейн-Вестфалія     |              | 304 500   |                    | Рольф Мютценіх                |                      | Соціал-демократична партія      | Мапа | Межі округу [Архівовано 4 серпня 2020 у Wayback Machine.] Рез. виборів [Архівовано 17 липня 2020 у Wayback Machine.]         |
| 96  | Бонн (Bonn) | Північний Рейн-Вестфалія     |              | 318 800   |                    | Ульріх Келбер                 |                      | Соціал-демократична партія      | Мапа | Межі округу [Архівовано 20 червня 2021 у Wayback Machine.] Рез. виборів [Архівовано 13 листопада 2020 у Wayback Machine.]    |
| 97  | Райн-Зіг I (Rhein-Sieg-Kreis I) | Північний Рейн-Вестфалія     |              | 312 800   |                    | Елізабет Вінкельмаєр-Бекер    |                      | Християнсько-демократичний союз | Мапа | Межі округу [Архівовано 16 червня 2021 у Wayback Machine.] Рез. виборів [Архівовано 17 липня 2020 у Wayback Machine.]        |
| 98  | Райн-Зіг II (Rhein-Sieg-Kreis II) | Північний Рейн-Вестфалія     |              | 283 400   |                    | Норберт Реттген               |                      | Християнсько-демократичний союз | Мапа | Межі округу [Архівовано 4 серпня 2020 у Wayback Machine.] Рез. виборів [Архівовано 17 липня 2020 у Wayback Machine.]         |
| 99  | Обербергішер (Oberbergischer Kreis) | Північний Рейн-Вестфалія     |              | 273 500   |                    | Карстен Бродесер              |                      | Християнсько-демократичний союз | Мапа | Межі округу [Архівовано 20 червня 2021 у Wayback Machine.] Рез. виборів [Архівовано 17 липня 2020 у Wayback Machine.]        |
| 100 | Райніш-Бергішер (Rheinisch-Bergischer Kreis) | Північний Рейн-Вестфалія     |              | 282 700   |                    | Херманн-Йозеф Теброке         |                      | Християнсько-демократичний союз | Мапа | Межі округу [Архівовано 16 червня 2021 у Wayback Machine.] Рез. виборів [Архівовано 17 липня 2020 у Wayback Machine.]        |
| 101 | Леверкузен—Кельн IV (Leverkusen — Köln IV) | Північний Рейн-Вестфалія     |              | 311 300   |                    | Карл Лаутербах                |                      | Соціал-демократична партія      | Мапа | Межі округу [Архівовано 17 липня 2020 у Wayback Machine.] Рез. виборів [Архівовано 22 квітня 2020 у Wayback Machine.]        |
| 102 | Вупперталь I (Wuppertal I) | Північний Рейн-Вестфалія     |              | 308 600   |                    | Хелґе Лінд                    |                      | Соціал-демократична партія      | Мапа | Межі округу [Архівовано 20 червня 2021 у Wayback Machine.] Рез. виборів [Архівовано 17 липня 2020 у Wayback Machine.]        |
| 103 | Золінген—Ремшайд—Вупперталь II (Solingen — Remscheid — Wuppertal II)                                                                                              | Північний Рейн-Вестфалія     |              | 309 600   |                    | Юрґен Гардт                   |                      | Християнсько-демократичний союз | Мапа | Межі округу [Архівовано 20 червня 2021 у Wayback Machine.] Рез. виборів [Архівовано 17 липня 2020 у Wayback Machine.]        |
| 104 | Меттман I (Mettmann I) | Північний Рейн-Вестфалія     |              | 266 900   |                    | Міхаела Нолль                 |                      | Християнсько-демократичний союз | Мапа | Межі округу [Архівовано 20 червня 2021 у Wayback Machine.] Рез. виборів [Архівовано 17 липня 2020 у Wayback Machine.]        |
| 105 | Меттман II (Mettmann II) | Північний Рейн-Вестфалія     |              | 216 400   |                    | Петер Беєр                    |                      | Християнсько-демократичний союз | Мапа | Межі округу [Архівовано 20 червня 2021 у Wayback Machine.] Рез. виборів [Архівовано 17 липня 2020 у Wayback Machine.]        |
| 106 | Дюссельдорф I (Düsseldorf I) | Північний Рейн-Вестфалія     |              | 324 000   |                    | Томас Яжомбек                 |                      | Християнсько-демократичний союз | Мапа | Межі округу [Архівовано 20 червня 2021 у Wayback Machine.] Рез. виборів [Архівовано 17 липня 2020 у Wayback Machine.]        |
| 107 | Дюссельдорф II (Düsseldorf II) | Північний Рейн-Вестфалія     |              | 288 200   |                    | Сільвія Пантел                |                      | Християнсько-демократичний союз | Мапа | Межі округу [Архівовано 20 липня 2019 у Wayback Machine.] Рез. виборів [Архівовано 17 липня 2020 у Wayback Machine.]         |
| 108 | Нойс I (Neuss I) | Північний Рейн-Вестфалія     |              | 295 700   |                    | Герман Грее                   |                      | Християнсько-демократичний союз | Мапа | Межі округу [Архівовано 20 червня 2021 у Wayback Machine.] Рез. виборів [Архівовано 19 квітня 2021 у Wayback Machine.]       |
| 109 | Менхенгладбах (Mönchengladbach) | Північний Рейн-Вестфалія     |              | 260 000   |                    | Ґюнтер Крінґс                 |                      | Християнсько-демократичний союз | Мапа | Межі округу [Архівовано 20 червня 2021 у Wayback Machine.] Рез. виборів [Архівовано 17 липня 2020 у Wayback Machine.]        |
| 110 | Крефельд I—Нойс II (Krefeld I — Neuss II) | Північний Рейн-Вестфалія     |              | 269 400   |                    | Анзґар Хевелінґ               |                      | Християнсько-демократичний союз | Мапа | Межі округу [Архівовано 20 червня 2021 у Wayback Machine.] Рез. виборів [Архівовано 17 липня 2020 у Wayback Machine.]        |
| 111 | Фірзен (Viersen) | Північний Рейн-Вестфалія     |              | 297 700   |                    | Уве Шуммер                    |                      | Християнсько-демократичний союз | Мапа | Межі округу [Архівовано 20 червня 2021 у Wayback Machine.] Рез. виборів [Архівовано 17 липня 2020 у Wayback Machine.]        |
| 112 | Клеве (Kleve) | Північний Рейн-Вестфалія     |              | 310 300   |                    | Штефан Роуенофф               |                      | Християнсько-демократичний союз | Мапа | Межі округу [Архівовано 20 червня 2021 у Wayback Machine.] Рез. виборів [Архівовано 17 липня 2020 у Wayback Machine.]        |
| 113 | Везель I (Wesel I) | Північний Рейн-Вестфалія     |              | 263 500   |                    | Сабіне Вайс                   |                      | Християнсько-демократичний союз | Мапа | Межі округу [Архівовано 20 червня 2021 у Wayback Machine.] Рез. виборів [Архівовано 17 липня 2020 у Wayback Machine.]        |
| 114 | Крефельд II—Везель II (Krefeld II — Wesel II) | Північний Рейн-Вестфалія     |              | 241 800   |                    | Керстін Радомскі              |                      | Християнсько-демократичний союз | Мапа | Межі округу [Архівовано 20 червня 2021 у Wayback Machine.] Рез. виборів [Архівовано 17 липня 2020 у Wayback Machine.]        |
| 115 | Дуйсбург I (Duisburg I) | Північний Рейн-Вестфалія     |              | 243 000   |                    | Бербель Баз                   |                      | Соціал-демократична партія      | Мапа | Межі округу [Архівовано 20 червня 2021 у Wayback Machine.] Рез. виборів [Архівовано 17 липня 2020 у Wayback Machine.]        |
| 116 | Дуйсбург II (Duisburg II) | Північний Рейн-Вестфалія     |              | 248 200   |                    | Мамут Йоздемір                |                      | Соціал-демократична партія      | Мапа | Межі округу [Архівовано 20 червня 2021 у Wayback Machine.] Рез. виборів [Архівовано 17 липня 2020 у Wayback Machine.]        |
| 117 | Обергаузен—Везель III (Oberhausen — Wesel III) | Північний Рейн-Вестфалія     |              | 278 400   |                    | Дірк Фьопел                   |                      | Соціал-демократична партія      | Мапа | Межі округу [Архівовано 20 червня 2021 у Wayback Machine.] Рез. виборів [Архівовано 17 липня 2020 у Wayback Machine.]        |
| 118 | Мюльгайм—Ессен I (Mülheim — Essen I) | Північний Рейн-Вестфалія     |              | 252 400   |                    | Арно Кларе                    |                      | Соціал-демократична партія      | Мапа | Межі округу [Архівовано 20 червня 2021 у Wayback Machine.] Рез. виборів [Архівовано 17 липня 2020 у Wayback Machine.]        |
| 119 | Ессен II (Essen II) | Північний Рейн-Вестфалія     |              | 246 200   |                    | Дірк Хайденблют               |                      | Соціал-демократична партія      | Мапа | Межі округу [Архівовано 20 червня 2021 у Wayback Machine.] Рез. виборів [Архівовано 17 липня 2020 у Wayback Machine.]        |
| 120 | Ессен III (Essen III) | Північний Рейн-Вестфалія     |              | 253 300   |                    | Маттіас Гауер                 |                      | Християнсько-демократичний союз | Мапа | Межі округу [Архівовано 20 червня 2021 у Wayback Machine.] Рез. виборів [Архівовано 17 липня 2020 у Wayback Machine.]        |
| 121 | Реклінґгаузен I (Recklinghausen I) | Північний Рейн-Вестфалія     |              | 217 900   |                    | Франк Швабе                   |                      | Соціал-демократична партія      | Мапа | Межі округу [Архівовано 20 червня 2021 у Wayback Machine.] Рез. виборів [Архівовано 17 липня 2020 у Wayback Machine.]        |
| 122 | Реклінґгаузен II (Recklinghausen II) | Північний Рейн-Вестфалія     |              | 249 000   |                    | Міхаель Ґрос                  |                      | Соціал-демократична партія      | Мапа | Межі округу [Архівовано 7 грудня 2019 у Wayback Machine.] Рез. виборів [Архівовано 17 липня 2020 у Wayback Machine.]         |
| 123 | Гельзенкірхен (Gelsenkirchen) | Північний Рейн-Вестфалія     |              | 260 400   |                    | Маркус Тьонс                  |                      | Соціал-демократична партія      | Мапа | Межі округу [Архівовано 20 червня 2021 у Wayback Machine.] Рез. виборів [Архівовано 7 травня 2020 у Wayback Machine.]        |
| 124 | Штайнфурт I—Боркен I (Steinfurt I — Borken I) | Північний Рейн-Вестфалія     |              | 272 200   |                    | Єнс Шпан                      |                      | Християнсько-демократичний союз | Мапа | Межі округу [Архівовано 20 червня 2021 у Wayback Machine.] Рез. виборів [Архівовано 17 липня 2020 у Wayback Machine.]        |
| 125 | Боттроп—Реклінґгаузен III (Bottrop — Recklinghausen III) | Північний Рейн-Вестфалія     |              | 268 000   |                    | Міхаель Ґердес                |                      | Соціал-демократична партія      | Мапа | Межі округу [Архівовано 20 червня 2021 у Wayback Machine.] Рез. виборів [Архівовано 17 липня 2020 у Wayback Machine.]        |
| 126 | Боркен II (Borken II) | Північний Рейн-Вестфалія     |              | 260 300   |                    | Йоганнес Рьорінґ              |                      | Християнсько-демократичний союз | Мапа | Межі округу [Архівовано 20 червня 2021 у Wayback Machine.] Рез. виборів [Архівовано 17 липня 2020 у Wayback Machine.]        |
| 127 | Косфельд—Штайнфурт II (Coesfeld — Steinfurt II) | Північний Рейн-Вестфалія     |              | 244 800   |                    | Марк Хенрікманн               |                      | Християнсько-демократичний союз | Мапа | Межі округу [Архівовано 20 червня 2021 у Wayback Machine.] Рез. виборів [Архівовано 17 липня 2020 у Wayback Machine.]        |
| 128 | Штайнфурт III (Steinfurt III) | Північний Рейн-Вестфалія     |              | 254 100   |                    | Аня Карлічек                  |                      | Християнсько-демократичний союз | Мапа | Межі округу [Архівовано 18 січня 2017 у Wayback Machine.] Рез. виборів [Архівовано 17 липня 2020 у Wayback Machine.]         |
| 129 | Мюнстер (Münster) | Північний Рейн-Вестфалія     |              | 310 000   |                    | Сібіллє Беннінґ               |                      | Християнсько-демократичний союз | Мапа | Межі округу [Архівовано 20 червня 2021 у Wayback Machine.] Рез. виборів [Архівовано 17 липня 2020 у Wayback Machine.]        |
| 130 | Варендорф (Warendorf) | Північний Рейн-Вестфалія     |              | 277 400   |                    | Райнолдь Зендкер              |                      | Християнсько-демократичний союз | Мапа | Межі округу [Архівовано 20 червня 2021 у Wayback Machine.] Рез. виборів [Архівовано 17 липня 2020 у Wayback Machine.]        |
| 131 | Гютерсло I (Gütersloh I) | Північний Рейн-Вестфалія     |              | 322 100   |                    | Ральф Брінкгаус               |                      | Християнсько-демократичний союз | Мапа | Межі округу [Архівовано 20 червня 2021 у Wayback Machine.] Рез. виборів [Архівовано 17 липня 2020 у Wayback Machine.]        |
| 132 | Білефельд—Гютерсло II (Bielefeld — Gütersloh II) | Північний Рейн-Вестфалія     |              | 344 500   |                    | Вібке Есдар                   |                      | Соціал-демократична партія      | Мапа | Межі округу [Архівовано 20 червня 2021 у Wayback Machine.] Рез. виборів [Архівовано 15 червня 2020 у Wayback Machine.]       |
| 133 | Герфорд—Мінден-Люббекке II (Herford — Minden-Lübbecke II) | Північний Рейн-Вестфалія     |              | 301 100   |                    | Штефан Швартце                |                      | Соціал-демократична партія      | Мапа | Межі округу [Архівовано 16 червня 2021 у Wayback Machine.] Рез. виборів [Архівовано 28 червня 2020 у Wayback Machine.]       |
| 134 | Мінден-Люббекке I (Minden-Lübbecke I) | Північний Рейн-Вестфалія     |              | 264 100   |                    | Ахім Пост                     |                      | Соціал-демократична партія      | Мапа | Межі округу [Архівовано 20 червня 2021 у Wayback Machine.] Рез. виборів [Архівовано 17 липня 2020 у Wayback Machine.]        |
| 135 | Ліппе I (Lippe I) | Північний Рейн-Вестфалія     |              | 221 400   |                    | Керстін Фіреґґе               |                      | Християнсько-демократичний союз | Мапа | Межі округу [Архівовано 20 червня 2021 у Wayback Machine.] Рез. виборів [Архівовано 17 липня 2020 у Wayback Machine.]        |
| 136 | Гекстер—Ліппе II (Höxter — Lippe II) | Північний Рейн-Вестфалія     |              | 273 400   |                    | Хрістіан Хаазе                |                      | Християнсько-демократичний союз | Мапа | Межі округу [Архівовано 4 серпня 2020 у Wayback Machine.] Рез. виборів [Архівовано 17 липня 2020 у Wayback Machine.]         |
| 137 | Падерборн—Гютерсло III (Paderborn — Gütersloh III) | Північний Рейн-Вестфалія     |              | 331 400   |                    | Карстен Ліннеманн             |                      | Християнсько-демократичний союз | Мапа | Межі округу [Архівовано 25 серпня 2021 у Wayback Machine.] Рез. виборів [Архівовано 17 липня 2020 у Wayback Machine.]        |
| 138 | Гаґен—Еннепе-Рур I (Hagen — Ennepe-Ruhr-Kreis I) | Північний Рейн-Вестфалія     |              | 287 600   |                    | Рене Рьоспель                 |                      | Соціал-демократична партія      | Мапа | Межі округу [Архівовано 20 червня 2021 у Wayback Machine.] Рез. виборів [Архівовано 17 липня 2020 у Wayback Machine.]        |
| 139 | Еннепе-Рур II (Ennepe-Ruhr-Kreis II) | Північний Рейн-Вестфалія     |              | 227 400   |                    | Ральф Капшак                  |                      | Соціал-демократична партія      | Мапа | Межі округу [Архівовано 20 червня 2021 у Wayback Machine.] Рез. виборів [Архівовано 17 липня 2020 у Wayback Machine.]        |
| 140 | Бохум I (Bochum I) | Північний Рейн-Вестфалія     |              | 276 200   |                    | Аксель Шефер                  |                      | Соціал-демократична партія      | Мапа | Межі округу [Архівовано 20 червня 2021 у Wayback Machine.] Рез. виборів [Архівовано 17 липня 2020 у Wayback Machine.]        |
| 141 | Герне—Бохум II (Herne — Bochum II) | Північний Рейн-Вестфалія     |              | 244 400   |                    | Мішель Мюнтеферінг            |                      | Соціал-демократична партія      | Мапа | Межі округу [Архівовано 20 червня 2021 у Wayback Machine.] Рез. виборів [Архівовано 17 липня 2020 у Wayback Machine.]        |
| 142 | Дортмунд I (Dortmund I) | Північний Рейн-Вестфалія     |              | 283 800   |                    | Марко Бюлов                   |                      | Соціал-демократична партія      | Мапа | Межі округу [Архівовано 20 червня 2021 у Wayback Machine.] Рез. виборів [Архівовано 17 липня 2020 у Wayback Machine.]        |
| 143 | Дортмунд II (Dortmund II) | Північний Рейн-Вестфалія     |              | 302 400   |                    | Сабіне Пошманн                |                      | Соціал-демократична партія      | Мапа | Межі округу [Архівовано 20 червня 2021 у Wayback Machine.] Рез. виборів [Архівовано 17 липня 2020 у Wayback Machine.]        |
| 144 | Унна I (Unna I) | Північний Рейн-Вестфалія     |              | 253 600   |                    | Олівер Качмарек               |                      | Соціал-демократична партія      | Мапа | Межі округу [Архівовано 20 червня 2021 у Wayback Machine.] Рез. виборів [Архівовано 17 липня 2020 у Wayback Machine.]        |
| 145 | Гамм—Унна II (Hamm — Unna II) | Північний Рейн-Вестфалія     |              | 321 800   |                    | Міхаель Тевс                  |                      | Соціал-демократична партія      | Мапа | Межі округу [Архівовано 20 червня 2021 у Wayback Machine.] Рез. виборів [Архівовано 17 липня 2020 у Wayback Machine.]        |
| 146 | Зост (Soest) | Північний Рейн-Вестфалія     |              | 303 000   |                    | Ганс-Юрґен Тіс                |                      | Християнсько-демократичний союз | Мапа | Межі округу [Архівовано 20 червня 2021 у Wayback Machine.] Рез. виборів [Архівовано 20 липня 2019 у Wayback Machine.]        |
| 147 | Гохзауерланд (Hochsauerlandkreis) | Північний Рейн-Вестфалія     |              | 263 800   |                    | Патрік Зенсбурґ               |                      | Християнсько-демократичний союз | Мапа | Межі округу [Архівовано 20 червня 2021 у Wayback Machine.] Рез. виборів [Архівовано 17 липня 2020 у Wayback Machine.]        |
| 148 | Зіген-Віттгенштайн (Siegen-Wittgenstein) | Північний Рейн-Вестфалія     |              | 280 800   |                    | Фолькмар Кляйн                |                      | Християнсько-демократичний союз | Мапа | Межі округу [Архівовано 20 червня 2021 у Wayback Machine.] Рез. виборів [Архівовано 17 липня 2020 у Wayback Machine.]        |
| 149 | Ольпе—Меркіш I (Olpe — Märkischer Kreis I) | Північний Рейн-Вестфалія     |              | 280 600   |                    | Маттіас Хайдер                |                      | Християнсько-демократичний союз | Мапа | Межі округу [Архівовано 20 червня 2021 у Wayback Machine.] Рез. виборів [Архівовано 17 липня 2020 у Wayback Machine.]        |
| 150 | Меркіш II (Märkischer Kreis II) | Північний Рейн-Вестфалія     |              | 272 000   |                    | Даґмар Фрайтаґ                |                      | Соціал-демократична партія      | Мапа | Межі округу [Архівовано 20 червня 2021 у Wayback Machine.] Рез. виборів [Архівовано 17 липня 2020 у Wayback Machine.]        |
| 151 | Північна Саксонія (Nordsachsen) | Саксонія                     |              | 197 600   |                    | Маріан Вендт                  |                      | Християнсько-демократичний союз | Мапа | Межі округу [Архівовано 1 березня 2020 у Wayback Machine.] Рез. виборів [Архівовано 11 грудня 2019 у Wayback Machine.]       |
| 152 | Лейпциг I (Leipzig I) | Саксонія                     |              | 275 200   |                    | Єнс Леманн                    |                      | Християнсько-демократичний союз | Мапа | Межі округу [Архівовано 23 жовтня 2019 у Wayback Machine.] Рез. виборів [Архівовано 11 грудня 2019 у Wayback Machine.]       |
| 153 | Лейпциг II (Leipzig II) | Саксонія                     |              | 285 200   |                    | Сьорен Пелльманн              |                      | Ліві                            | Мапа | Межі округу [Архівовано 1 березня 2020 у Wayback Machine.] Рез. виборів [Архівовано 11 грудня 2019 у Wayback Machine.]       |
| 154 | Лейпциг-округ (Leipzig-Land) | Саксонія                     |              | 258 400   |                    | Катерина Ландграф             |                      | Християнсько-демократичний союз | Мапа | Межі округу [Архівовано 1 березня 2020 у Wayback Machine.] Рез. виборів [Архівовано 11 грудня 2019 у Wayback Machine.]       |
| 155 | Майсен (Meißen) | Саксонія                     |              | 245 200   |                    | Томас де Мезьєр               |                      | Християнсько-демократичний союз | Мапа | Межі округу [Архівовано 1 березня 2020 у Wayback Machine.] Рез. виборів [Архівовано 11 грудня 2019 у Wayback Machine.]       |
| 156 | Бауцен I (Bautzen I) | Саксонія                     |              | 259 300   |                    | Карстен Хілзе                 |                      | Альтернатива для Німеччини      | Мапа | Межі округу [Архівовано 29 березня 2019 у Wayback Machine.] Рез. виборів [Архівовано 11 грудня 2019 у Wayback Machine.]      |
| 157 | Герліц (Görlitz) | Саксонія                     |              | 260 000   |                    | Тіно Хрупалла                 |                      | Альтернатива для Німеччини      | Мапа | Межі округу [Архівовано 29 березня 2019 у Wayback Machine.] Рез. виборів [Архівовано 11 грудня 2019 у Wayback Machine.]      |
| 158 | Саксонська Швейцарія-Східні Рудні Гори (Sächsische Schweiz — Osterzgebirge)                                                                                       | Саксонія                     |              | 247 400   |                    | Фрауке Петрі                  |                      | Альтернатива для Німеччини      | Мапа | Межі округу [Архівовано 29 березня 2019 у Wayback Machine.] Рез. виборів [Архівовано 11 грудня 2019 у Wayback Machine.]      |
| 159 | Дрезден I (Dresden I) | Саксонія                     |              | 294 400   |                    | Андреас Леммель               |                      | Християнсько-демократичний союз | Мапа | Межі округу [Архівовано 1 березня 2020 у Wayback Machine.] Рез. виборів [Архівовано 11 грудня 2019 у Wayback Machine.]       |
| 160 | Дрезден I—Бауцен II (Dresden II — Bautzen II) | Саксонія                     |              | 296 400   |                    | Арнольд Фаатц                 |                      | Християнсько-демократичний союз | Мапа | Межі округу [Архівовано 1 березня 2020 у Wayback Machine.] Рез. виборів [Архівовано 11 грудня 2019 у Wayback Machine.]       |
| 161 | Середня Саксонія (Mittelsachsen) | Саксонія                     |              | 246 800   |                    | Вероніка Белльманн            |                      | Християнсько-демократичний союз | Мапа | Межі округу [Архівовано 1 березня 2020 у Wayback Machine.] Рез. виборів [Архівовано 11 грудня 2019 у Wayback Machine.]       |
| 162 | Хемніц (Chemnitz) | Саксонія                     |              | 248 600   |                    | Франк Хайнріх                 |                      | Християнсько-демократичний союз | Мапа | Межі округу [Архівовано 1 березня 2020 у Wayback Machine.] Рез. виборів [Архівовано 11 грудня 2019 у Wayback Machine.]       |
| 163 | Хемніцер Умланд—Рудні Гори II (Chemnitzer Umland — Erzgebirgskreis II)                                                                                            | Саксонія                     |              | 219 200   |                    | Марко Вандервітц              |                      | Християнсько-демократичний союз | Мапа | Межі округу [Архівовано 1 березня 2020 у Wayback Machine.] Рез. виборів [Архівовано 11 грудня 2019 у Wayback Machine.]       |
| 164 | Рудні Гори I (Erzgebirgskreis I) | Саксонія                     |              | 267 500   |                    | Александер Краус              |                      | Християнсько-демократичний союз | Мапа | Межі округу [Архівовано 1 березня 2020 у Wayback Machine.] Рез. виборів [Архівовано 11 грудня 2019 у Wayback Machine.]       |
| 165 | Цвікау (Zwickau) | Саксонія                     |              | 251 100   |                    | Карстен Кьорбер               |                      | Християнсько-демократичний союз | Мапа | Межі округу [Архівовано 1 березня 2020 у Wayback Machine.] Рез. виборів [Архівовано 11 грудня 2019 у Wayback Machine.]       |
| 166 | Фогтланд (Vogtlandkreis) | Саксонія                     |              | 232 300   |                    | Івонн Маґвас                  |                      | Християнсько-демократичний союз | Мапа | Межі округу [Архівовано 1 березня 2020 у Wayback Machine.] Рез. виборів [Архівовано 11 грудня 2019 у Wayback Machine.]       |
| 167 | Вальдек (Waldeck) | Гессен                       |              | 235 000   |                    | Естер Ділхер                  |                      | Соціал-демократична партія      | Мапа | Межі округу [Архівовано 28 січня 2020 у Wayback Machine.] Рез. виборів [Архівовано 9 січня 2021 у Wayback Machine.]          |
| 168 | Кассель (Kassel) | Гессен                       |              | 299 300   |                    | Тімон Ґреммельс               |                      | Соціал-демократична партія      | Мапа | Межі округу [Архівовано 28 січня 2020 у Wayback Machine.] Рез. виборів [Архівовано 8 січня 2021 у Wayback Machine.]          |
| 169 | Верра-Майснер—Герсфельд-Ротенбург (Werra-Meißner — Hersfeld-Rotenburg)                                                                                            | Гессен                       |              | 221 900   |                    | Міхаель Рот                   |                      | Соціал-демократична партія      | Мапа | Межі округу [Архівовано 28 січня 2020 у Wayback Machine.] Рез. виборів [Архівовано 8 січня 2021 у Wayback Machine.]          |
| 170 | Швальм-Едер (Schwalm-Eder) | Гессен                       |              | 237 400   |                    | Едґар Франке                  |                      | Соціал-демократична партія      | Мапа | Межі округу [Архівовано 28 січня 2020 у Wayback Machine.] Рез. виборів [Архівовано 25 листопада 2020 у Wayback Machine.]     |
| 171 | Марбург (Marburg) | Гессен                       |              | 245 200   |                    | Сьорен Бартоль                |                      | Соціал-демократична партія      | Мапа | Межі округу [Архівовано 28 січня 2020 у Wayback Machine.] Рез. виборів [Архівовано 25 вересня 2019 у Wayback Machine.]       |
| 172 | Лан-Дилль (Lahn-Dill) | Гессен                       |              | 275 400   |                    | Ганс-Юрґен Ірмер              |                      | Християнсько-демократичний союз | Мапа | Межі округу [Архівовано 28 січня 2020 у Wayback Machine.] Рез. виборів [Архівовано 8 січня 2021 у Wayback Machine.]          |
| 173 | Гіссен (Gießen) | Гессен                       |              | 286 500   |                    | Хелґе Браун                   |                      | Християнсько-демократичний союз | Мапа | Межі округу [Архівовано 28 січня 2020 у Wayback Machine.] Рез. виборів [Архівовано 9 січня 2021 у Wayback Machine.]          |
| 174 | Фульда (Fulda) | Гессен                       |              | 271 000   |                    | Міхаель Бранд                 |                      | Християнсько-демократичний союз | Мапа | Межі округу [Архівовано 28 січня 2020 у Wayback Machine.] Рез. виборів [Архівовано 8 січня 2021 у Wayback Machine.]          |
| 175 | Майн-Кінціг—Веттерау II—Шоттен (Main-Kinzig — Wetterau II — Schotten)                                                                                             | Гессен                       |              | 232 200   |                    | Петер Таубер                  |                      | Християнсько-демократичний союз | Мапа | Межі округу [Архівовано 28 січня 2020 у Wayback Machine.] Рез. виборів [Архівовано 7 січня 2021 у Wayback Machine.]          |
| 176 | Хохтаунус (Hochtaunus) | Гессен                       |              | 250 300   |                    | Маркус Кооб                   |                      | Християнсько-демократичний союз | Мапа | Межі округу [Архівовано 28 січня 2020 у Wayback Machine.] Рез. виборів [Архівовано 7 січня 2021 у Wayback Machine.]          |
| 177 | Веттерау II (Wetterau I) | Гессен                       |              | 237 700   |                    | Освін Файт                    |                      | Християнсько-демократичний союз | Мапа | Межі округу [Архівовано 28 січня 2020 у Wayback Machine.] Рез. виборів [Архівовано 8 січня 2021 у Wayback Machine.]          |
| 178 | Райнгау-Таунус—Лімбург (Rheingau-Taunus — Limburg) | Гессен                       |              | 294 000   |                    | Клаус-Петер Вільш             |                      | Християнсько-демократичний союз | Мапа | Межі округу [Архівовано 28 січня 2020 у Wayback Machine.] Рез. виборів [Архівовано 7 січня 2021 у Wayback Machine.]          |
| 179 | Вісбаден (Wiesbaden) | Гессен                       |              | 276 200   |                    | Інґмар Юнґ                    |                      | Християнсько-демократичний союз | Мапа | Межі округу [Архівовано 28 січня 2020 у Wayback Machine.] Рез. виборів [Архівовано 8 січня 2021 у Wayback Machine.]          |
| 180 | Ганау (Hanau) | Гессен                       |              | 254 200   |                    | Катя Лайкерт                  |                      | Християнсько-демократичний союз | Мапа | Межі округу [Архівовано 28 січня 2020 у Wayback Machine.] Рез. виборів [Архівовано 6 січня 2021 у Wayback Machine.]          |
| 181 | Майн-Таунус (Main-Taunus) | Гессен                       |              | 278 000   |                    | Норберт Альтенкамп            |                      | Християнсько-демократичний союз | Мапа | Межі округу [Архівовано 28 січня 2020 у Wayback Machine.] Рез. виборів [Архівовано 8 січня 2021 у Wayback Machine.]          |
| 182 | Франкфурт-на-Майні I (Frankfurt am Main I) | Гессен                       |              | 365 100   |                    | Маттіас Ціммер                |                      | Християнсько-демократичний союз | Мапа | Межі округу [Архівовано 28 січня 2020 у Wayback Machine.] Рез. виборів [Архівовано 9 січня 2021 у Wayback Machine.]          |
| 183 | Франкфурт-на-Майні II (Frankfurt am Main II) | Гессен                       |              | 367 600   |                    | Беттіна Вісманн               |                      | Християнсько-демократичний союз | Мапа | Межі округу [Архівовано 28 січня 2020 у Wayback Machine.] Рез. виборів [Архівовано 8 січня 2021 у Wayback Machine.]          |
| 184 | Грос-Герау (Groß-Gerau) | Гессен                       |              | 266 000   |                    | Штефан Зауер                  |                      | Християнсько-демократичний союз | Мапа | Межі округу [Архівовано 28 січня 2020 у Wayback Machine.] Рез. виборів [Архівовано 8 січня 2021 у Wayback Machine.]          |
| 185 | Оффенбах (Offenbach) | Гессен                       |              | 355 200   |                    | Бйьорн Мануель Саймон         |                      | Християнсько-демократичний союз | Мапа | Межі округу [Архівовано 28 січня 2020 у Wayback Machine.] Рез. виборів [Архівовано 8 січня 2021 у Wayback Machine.]          |
| 186 | Дармштадт (Darmstadt) | Гессен                       |              | 341 800   |                    | Астрід Маннес                 |                      | Християнсько-демократичний союз | Мапа | Межі округу [Архівовано 28 січня 2020 у Wayback Machine.] Рез. виборів [Архівовано 28 січня 2020 у Wayback Machine.]         |
| 187 | Оденвальд (Odenwald) | Гессен                       |              | 319 200   |                    | Патрікіа Ліпс                 |                      | Християнсько-демократичний союз | Мапа | Межі округу [Архівовано 28 січня 2020 у Wayback Machine.] Рез. виборів [Архівовано 8 січня 2021 у Wayback Machine.]          |
| 188 | Бергштрасе (Bergstraße) | Гессен                       |              | 266 900   |                    | Міхаель Майстер               |                      | Християнсько-демократичний союз | Мапа | Межі округу [Архівовано 28 січня 2020 у Wayback Machine.] Рез. виборів [Архівовано 8 січня 2021 у Wayback Machine.]          |
| 189 | Айхсфельд—Нордгаузен—Киффгойзер (Eichsfeld — Nordhausen — Kyffhäuserkreis)                                                                                        | Тюрингія                     |              | 263 800   |                    | Манфред Ґрунд                 |                      | Християнсько-демократичний союз | Мапа | Межі округу [Архівовано 8 січня 2021 у Wayback Machine.] Рез. виборів [Архівовано 15 жовтня 2019 у Wayback Machine.]         |
| 190 | Айзенах—Вартбург—Унструт-Гайніх (Eisenach — Wartburgkreis — Unstrut-Hainich-Kreis)                                                                                | Тюрингія                     |              | 273 300   |                    | Хрістіан Хірте                |                      | Християнсько-демократичний союз | Мапа | Межі округу [Архівовано 9 січня 2021 у Wayback Machine.] Рез. виборів [Архівовано 15 жовтня 2019 у Wayback Machine.]         |
| 191 | Єна—Земмерда—Ваймарер-Ланд I (Jena — Sömmerda — Weimarer Land I)                                                                                                  | Тюрингія                     |              | 255 800   |                    | Йоганнес Зеллє                |                      | Християнсько-демократичний союз | Мапа | Межі округу [Архівовано 9 січня 2021 у Wayback Machine.] Рез. виборів [Архівовано 8 січня 2021 у Wayback Machine.]           |
| 192 | Гота—Ільм (Gotha — Ilm-Kreis) | Тюрингія                     |              | 246 500   |                    | Танкред Шіпанскі              |                      | Християнсько-демократичний союз | Мапа | Межі округу [Архівовано 11 січня 2021 у Wayback Machine.] Рез. виборів [Архівовано 8 січня 2021 у Wayback Machine.]          |
| 193 | Ерфурт—Веймар—Ваймарер-Ланд II (Erfurt — Weimar — Weimarer Land II)                                                                                               | Тюрингія                     |              | 280 700   |                    | Антє Тільманн                 |                      | Християнсько-демократичний союз | Мапа | Межі округу [Архівовано 10 січня 2021 у Wayback Machine.] Рез. виборів [Архівовано 8 січня 2021 у Wayback Machine.]          |
| 194 | Гера—Грайц—Альтенбургер-Ланд (Gera — Greiz — Altenburger Land) | Тюрингія                     |              | 289 500   |                    | Фолькмар Фоґель               |                      | Християнсько-демократичний союз | Мапа | Межі округу [Архівовано 22 квітня 2021 у Wayback Machine.] Рез. виборів [Архівовано 9 січня 2021 у Wayback Machine.]         |
| 195 | Заальфельд-Рудольштадт—Заале-Гольцланд—Заале-Орла (Saalfeld-Rudolstadt — Saale-Holzland-Kreis — Saale-Orla-Kreis)                                                 | Тюрингія                     |              | 278 400   |                    | Альберт Вайлер                |                      | Християнсько-демократичний союз | Мапа | Межі округу [Архівовано 20 червня 2021 у Wayback Machine.] Рез. виборів [Архівовано 8 січня 2021 у Wayback Machine.]         |
| 196 | Зуль—Шмалькальден-Майнінген—Гільдбурггаузен—Зоннеберг (Suhl — Schmalkalden-Meiningen — Hildburghausen — Sonneberg)                                                | Тюрингія                     |              | 282 700   |                    | Марк Гауптманн                |                      | Християнсько-демократичний союз | Мапа | Межі округу [Архівовано 20 червня 2021 у Wayback Machine.] Рез. виборів [Архівовано 15 жовтня 2019 у Wayback Machine.]       |
| 197 | Нойвід (Neuwied) | Рейнланд-Пфальц              |              | 309 800   |                    | Ервін Рюддель                 |                      | Християнсько-демократичний союз | Мапа | Межі округу [Архівовано 5 вересня 2019 у Wayback Machine.] Рез. виборів [Архівовано 9 січня 2021 у Wayback Machine.]         |
| 198 | Арвайлер (Ahrweiler) | Рейнланд-Пфальц              |              | 246 400   |                    | Мехтільд Хайль                |                      | Християнсько-демократичний союз | Мапа | Межі округу [Архівовано 5 вересня 2019 у Wayback Machine.] Рез. виборів [Архівовано 11 січня 2021 у Wayback Machine.]        |
| 199 | Кобленц (Koblenz) | Рейнланд-Пфальц              |              | 257 200   |                    | Йозеф Остер                   |                      | Християнсько-демократичний союз | Мапа | Межі округу [Архівовано 5 вересня 2019 у Wayback Machine.] Рез. виборів [Архівовано 10 січня 2021 у Wayback Machine.]        |
| 200 | Мозель/Рейн-Гунсрюк (Mosel/Rhein-Hunsrück) | Рейнланд-Пфальц              |              | 219 500   |                    | Петер Блезер                  |                      | Християнсько-демократичний союз | Мапа | Межі округу [Архівовано 5 вересня 2019 у Wayback Machine.] Рез. виборів [Архівовано 11 січня 2021 у Wayback Machine.]        |
| 201 | Кройцнах (Kreuznach) | Рейнланд-Пфальц              |              | 237 400   |                    | Антє Леціус                   |                      | Християнсько-демократичний союз | Мапа | Межі округу [Архівовано 29 листопада 2020 у Wayback Machine.] Рез. виборів [Архівовано 11 січня 2021 у Wayback Machine.]     |
| 202 | Бітбург (Bitburg) | Рейнланд-Пфальц              |              | 215 200   |                    | Патрік Шнідер                 |                      | Християнсько-демократичний союз | Мапа | Межі округу [Архівовано 5 вересня 2019 у Wayback Machine.] Рез. виборів [Архівовано 12 січня 2021 у Wayback Machine.]        |
| 203 | Трір (Trier) | Рейнланд-Пфальц              |              | 262 900   |                    | Андреас Штаєр                 |                      | Християнсько-демократичний союз | Мапа | Межі округу [Архівовано 5 вересня 2019 у Wayback Machine.] Рез. виборів [Архівовано 2 травня 2019 у Wayback Machine.]        |
| 204 | Монтабаур (Montabaur) | Рейнланд-Пфальц              |              | 272 600   |                    | Андреас Нікк                  |                      | Християнсько-демократичний союз | Мапа | Межі округу [Архівовано 5 вересня 2019 у Wayback Machine.] Рез. виборів [Архівовано 11 січня 2021 у Wayback Machine.]        |
| 205 | Майнц (Mainz) | Рейнланд-Пфальц              |              | 343 900   |                    | Урсула Ґроден-Краніх          |                      | Християнсько-демократичний союз | Мапа | Межі округу [Архівовано 5 вересня 2019 у Wayback Machine.] Рез. виборів [Архівовано 11 січня 2021 у Wayback Machine.]        |
| 206 | Вормс (Worms) | Рейнланд-Пфальц              |              | 284 100   |                    | Ян Метцлер                    |                      | Християнсько-демократичний союз | Мапа | Межі округу [Архівовано 5 вересня 2019 у Wayback Machine.] Рез. виборів [Архівовано 11 січня 2021 у Wayback Machine.]        |
| 207 | Людвігсгафен/Франкенталь (Ludwigshafen/Frankenthal) | Рейнланд-Пфальц              |              | 314 600   |                    | Торбйорн Картес               |                      | Християнсько-демократичний союз | Мапа | Межі округу [Архівовано 5 вересня 2019 у Wayback Machine.] Рез. виборів [Архівовано 11 січня 2021 у Wayback Machine.]        |
| 208 | Нойштадт—Шпаєр (Neustadt — Speyer) | Рейнланд-Пфальц              |              | 285 500   |                    | Йоганнес Штайніґер            |                      | Християнсько-демократичний союз | Мапа | Межі округу [Архівовано 5 вересня 2019 у Wayback Machine.] Рез. виборів [Архівовано 11 січня 2021 у Wayback Machine.]        |
| 209 | Кайзерслаутерн (Kaiserslautern) | Рейнланд-Пфальц              |              | 296 800   |                    | Густав Херцоґ                 |                      | Соціал-демократична партія      | Мапа | Межі округу [Архівовано 5 вересня 2019 у Wayback Machine.] Рез. виборів [Архівовано 11 січня 2021 у Wayback Machine.]        |
| 210 | Пірмазенс (Pirmasens) | Рейнланд-Пфальц              |              | 223 800   |                    | Аніта Шефер                   |                      | Християнсько-демократичний союз | Мапа | Межі округу [Архівовано 29 листопада 2020 у Wayback Machine.] Рез. виборів [Архівовано 11 січня 2021 у Wayback Machine.]     |
| 211 | Зюдпфальц (Südpfalz) | Рейнланд-Пфальц              |              | 283 200   |                    | Томас Ґебгарт                 |                      | Християнсько-демократичний союз | Мапа | Межі округу [Архівовано 5 вересня 2019 у Wayback Machine.] Рез. виборів [Архівовано 11 січня 2021 у Wayback Machine.]        |
| 212 | Альтеттінг (Altötting) | Баварія                      |              | 220 500   |                    | Штефан Маєр                   |                      | Християнсько-соціальний союз    | Мапа | Межі округу [Архівовано 13 серпня 2020 у Wayback Machine.] Рез. виборів [Архівовано 14 січня 2021 у Wayback Machine.]        |
| 213 | Ердінг—Еберсберг (Erding — Ebersberg) | Баварія                      |              | 271 200   |                    | Андреас Ленц                  |                      | Християнсько-соціальний союз    | Мапа | Межі округу [Архівовано 14 січня 2021 у Wayback Machine.] Рез. виборів [Архівовано 13 січня 2021 у Wayback Machine.]         |
| 214 | Фрайзінг (Freising) | Баварія                      |              | 326 000   |                    | Еріх Ірлшторфер               |                      | Християнсько-соціальний союз    | Мапа | Межі округу [Архівовано 16 січня 2021 у Wayback Machine.] Рез. виборів [Архівовано 14 січня 2021 у Wayback Machine.]         |
| 215 | Фюрстенфельдбрук (Fürstenfeldbruck) | Баварія                      |              | 323 500   |                    | Катрін Штаффлер               |                      | Християнсько-соціальний союз    | Мапа | Межі округу [Архівовано 26 вересня 2021 у Wayback Machine.] Рез. виборів [Архівовано 15 січня 2021 у Wayback Machine.]       |
| 216 | Інгольштадт (Ingolstadt) | Баварія                      |              | 327 300   |                    | Райнгард Брандль              |                      | Християнсько-соціальний союз    | Мапа | Межі округу [Архівовано 26 вересня 2021 у Wayback Machine.] Рез. виборів [Архівовано 14 січня 2021 у Wayback Machine.]       |
| 217 | Мюнхен-норд (München-Nord) | Баварія                      |              | 368 100   |                    | Бернгард Лоос                 |                      | Християнсько-соціальний союз    | Мапа | Межі округу [Архівовано 28 жовтня 2020 у Wayback Machine.] Рез. виборів [Архівовано 15 січня 2021 у Wayback Machine.]        |
| 218 | Мюнхен-ост (München-Ost) | Баварія                      |              | 377 400   |                    | Вольфґанґ Штефінґер           |                      | Християнсько-соціальний союз    | Мапа | Межі округу [Архівовано 26 вересня 2021 у Wayback Machine.] Рез. виборів [Архівовано 14 січня 2021 у Wayback Machine.]       |
| 219 | Мюнхен-зюд (München-Süd) | Баварія                      |              | 334 800   |                    | Міхаель Куффер                |                      | Християнсько-соціальний союз    | Мапа | Межі округу [Архівовано 17 червня 2021 у Wayback Machine.] Рез. виборів [Архівовано 18 червня 2020 у Wayback Machine.]       |
| 220 | Мюнхен-вест/мітте (München-West/Mitte) | Баварія                      |              | 370 000   |                    | Штефан Пілзінґер              |                      | Християнсько-соціальний союз    | Мапа | Межі округу [Архівовано 26 вересня 2021 у Wayback Machine.] Рез. виборів [Архівовано 25 листопада 2020 у Wayback Machine.]   |
| 221 | Мюнхен-округ (München-Land) | Баварія                      |              | 340 000   |                    | Флоріан Ган                   |                      | Християнсько-соціальний союз    | Мапа | Межі округу [Архівовано 28 жовтня 2020 у Wayback Machine.] Рез. виборів [Архівовано 25 листопада 2020 у Wayback Machine.]    |
| 222 | Розенгайм (Rosenheim) | Баварія                      |              | 317 900   |                    | Даніла Людвіґ                 |                      | Християнсько-соціальний союз    | Мапа | Межі округу [Архівовано 28 жовтня 2020 у Wayback Machine.] Рез. виборів [Архівовано 14 січня 2021 у Wayback Machine.]        |
| 223 | Бад-Тельц-Вольфратсгаузен—Місбах (Bad Tölz-Wolfratshausen — Miesbach)                                                                                             | Баварія                      |              | 223 200   |                    | Александер Радван             |                      | Християнсько-соціальний союз    | Мапа | Межі округу [Архівовано 26 вересня 2021 у Wayback Machine.] Рез. виборів [Архівовано 14 січня 2021 у Wayback Machine.]       |
| 224 | Штарнберг—Ландсберг-ам-Лех (Starnberg — Landsberg am Lech) | Баварія                      |              | 290 700   |                    | Міхаель Кіслінґ               |                      | Християнсько-соціальний союз    | Мапа | Межі округу [Архівовано 30 грудня 2018 у Wayback Machine.] Рез. виборів [Архівовано 15 січня 2021 у Wayback Machine.]        |
| 225 | Траунштайн (Traunstein) | Баварія                      |              | 278 100   |                    | Петер Рамзауер                |                      | Християнсько-соціальний союз    | Мапа | Межі округу [Архівовано 26 вересня 2021 у Wayback Machine.] Рез. виборів [Архівовано 15 січня 2021 у Wayback Machine.]       |
| 226 | Вайльгайм (Weilheim) | Баварія                      |              | 220 300   |                    | Александер Добріндт           |                      | Християнсько-соціальний союз    | Мапа | Межі округу [Архівовано 26 вересня 2021 у Wayback Machine.] Рез. виборів [Архівовано 14 січня 2021 у Wayback Machine.]       |
| 227 | Деггендорф (Deggendorf) | Баварія                      |              | 208 400   |                    | Томас Ерндль                  |                      | Християнсько-соціальний союз    | Мапа | Межі округу [Архівовано 26 вересня 2021 у Wayback Machine.] Рез. виборів [Архівовано 14 січня 2021 у Wayback Machine.]       |
| 228 | Ландсгут (Landshut) | Баварія                      |              | 336 100   |                    | Флоріан Оснер                 |                      | Християнсько-соціальний союз    | Мапа | Межі округу [Архівовано 26 вересня 2021 у Wayback Machine.] Рез. виборів [Архівовано 14 січня 2021 у Wayback Machine.]       |
| 229 | Пассау (Passau) | Баварія                      |              | 225 200   |                    | Андреас Шоєр                  |                      | Християнсько-соціальний союз    | Мапа | Межі округу [Архівовано 26 вересня 2021 у Wayback Machine.] Рез. виборів [Архівовано 15 січня 2021 у Wayback Machine.]       |
| 230 | Ротталь-Інн (Rottal-Inn) | Баварія                      |              | 220 000   |                    | Макс Штраубінґер              |                      | Християнсько-соціальний союз    | Мапа | Межі округу [Архівовано 26 вересня 2021 у Wayback Machine.] Рез. виборів [Архівовано 15 січня 2021 у Wayback Machine.]       |
| 231 | Штраубінг (Straubing) | Баварія                      |              | 222 400   |                    | Алойс Райнер                  |                      | Християнсько-соціальний союз    | Мапа | Межі округу [Архівовано 26 вересня 2021 у Wayback Machine.] Рез. виборів [Архівовано 14 січня 2021 у Wayback Machine.]       |
| 232 | Амберг (Amberg) | Баварія                      |              | 275 800   |                    | Алойс Карл                    |                      | Християнсько-соціальний союз    | Мапа | Межі округу [Архівовано 26 вересня 2021 у Wayback Machine.] Рез. виборів [Архівовано 14 січня 2021 у Wayback Machine.]       |
| 233 | Регенсбург (Regensburg) | Баварія                      |              | 334 900   |                    | Петер Аумер                   |                      | Християнсько-соціальний союз    | Мапа | Межі округу [Архівовано 26 вересня 2021 у Wayback Machine.] Рез. виборів [Архівовано 14 січня 2021 у Wayback Machine.]       |
| 234 | Швандорф (Schwandorf) | Баварія                      |              | 271 200   |                    | Карль Хольмаєр                |                      | Християнсько-соціальний союз    | Мапа | Межі округу [Архівовано 26 вересня 2021 у Wayback Machine.] Рез. виборів [Архівовано 14 січня 2021 у Wayback Machine.]       |
| 235 | Вайден (Weiden) | Баварія                      |              | 210 400   |                    | Альберт Руппрехт              |                      | Християнсько-соціальний союз    | Мапа | Межі округу [Архівовано 26 вересня 2021 у Wayback Machine.] Рез. виборів [Архівовано 15 січня 2021 у Wayback Machine.]       |
| 236 | Бамберг (Bamberg) | Баварія                      |              | 234 300   |                    | Томас Зільбергорн             |                      | Християнсько-соціальний союз    | Мапа | Межі округу [Архівовано 29 жовтня 2020 у Wayback Machine.] Рез. виборів [Архівовано 15 січня 2021 у Wayback Machine.]        |
| 237 | Байройт (Bayreuth) | Баварія                      |              | 204 500   |                    | Зілке Лаунерт                 |                      | Християнсько-соціальний союз    | Мапа | Межі округу [Архівовано 15 травня 2021 у Wayback Machine.] Рез. виборів [Архівовано 15 січня 2021 у Wayback Machine.]        |
| 238 | Кобург (Coburg) | Баварія                      |              | 198 700   |                    | Ганс Міхельбах                |                      | Християнсько-соціальний союз    | Мапа | Межі округу [Архівовано 27 вересня 2020 у Wayback Machine.] Рез. виборів [Архівовано 14 січня 2021 у Wayback Machine.]       |
| 239 | Гоф (Hof) | Баварія                      |              | 211 400   |                    | Ганс-Петер Фрідріх            |                      | Християнсько-соціальний союз    | Мапа | Межі округу [Архівовано 26 вересня 2021 у Wayback Machine.] Рез. виборів [Архівовано 14 січня 2021 у Wayback Machine.]       |
| 240 | Кульмбах (Kulmbach) | Баварія                      |              | 210 500   |                    | Еммі Цойльнер                 |                      | Християнсько-соціальний союз    | Мапа | Межі округу [Архівовано 26 вересня 2021 у Wayback Machine.] Рез. виборів [Архівовано 15 січня 2021 у Wayback Machine.]       |
| 241 | Ансбах (Ansbach) | Баварія                      |              | 315 800   |                    | Артур Ауернгаммер             |                      | Християнсько-соціальний союз    | Мапа | Межі округу [Архівовано 26 вересня 2021 у Wayback Machine.] Рез. виборів [Архівовано 14 січня 2021 у Wayback Machine.]       |
| 242 | Ерланген (Erlangen) | Баварія                      |              | 242 500   |                    | Штефан Мюллєр                 |                      | Християнсько-соціальний союз    | Мапа | Межі округу [Архівовано 6 лютого 2021 у Wayback Machine.] Рез. виборів [Архівовано 15 січня 2021 у Wayback Machine.]         |
| 243 | Фюрт (Fürth) | Баварія                      |              | 337 200   |                    | Крістіан Шмідт                |                      | Християнсько-соціальний союз    | Мапа | Межі округу [Архівовано 26 вересня 2021 у Wayback Machine.] Рез. виборів [Архівовано 15 січня 2021 у Wayback Machine.]       |
| 244 | Нюрнберг-норд (Nürnberg-Nord) | Баварія                      |              | 285 300   |                    | Себастіан Брем                |                      | Християнсько-соціальний союз    | Мапа | Межі округу [Архівовано 1 грудня 2016 у Wayback Machine.] Рез. виборів [Архівовано 7 грудня 2020 у Wayback Machine.]         |
| 245 | Нюрнберг-зюд (Nürnberg-Süd) | Баварія                      |              | 265 100   |                    | Міхаель Фрізер                |                      | Християнсько-соціальний союз    | Мапа | Межі округу [Архівовано 26 вересня 2021 у Wayback Machine.] Рез. виборів [Архівовано 7 грудня 2020 у Wayback Machine.]       |
| 246 | Рот (Roth) | Баварія                      |              | 292 800   |                    | Марлене Мортлер               |                      | Християнсько-соціальний союз    | Мапа | Межі округу [Архівовано 26 вересня 2021 у Wayback Machine.] Рез. виборів [Архівовано 14 січня 2021 у Wayback Machine.]       |
| 247 | Ашаффенбург (Aschaffenburg) | Баварія                      |              | 242 700   |                    | Андреа Ліндгольц              |                      | Християнсько-соціальний союз    | Мапа | Межі округу [Архівовано 26 вересня 2021 у Wayback Machine.] Рез. виборів [Архівовано 11 листопада 2020 у Wayback Machine.]   |
| 248 | Бад-Кіссінген (Bad Kissingen) | Баварія                      |              | 267 400   |                    | Доротеє Бер                   |                      | Християнсько-соціальний союз    | Мапа | Межі округу [Архівовано 26 вересня 2021 у Wayback Machine.] Рез. виборів [Архівовано 25 вересня 2019 у Wayback Machine.]     |
| 249 | Майн-Шпессарт (Main-Spessart) | Баварія                      |              | 254 600   |                    | Александер Гоффманн           |                      | Християнсько-соціальний союз    | Мапа | Межі округу [Архівовано 26 вересня 2021 у Wayback Machine.] Рез. виборів [Архівовано 14 січня 2021 у Wayback Machine.]       |
| 250 | Швайнфурт (Schweinfurt) | Баварія                      |              | 256 100   |                    | Аня Вайсґербер                |                      | Християнсько-соціальний союз    | Мапа | Межі округу [Архівовано 26 вересня 2021 у Wayback Machine.] Рез. виборів [Архівовано 15 січня 2021 у Wayback Machine.]       |
| 251 | Вюрцбург (Würzburg) | Баварія                      |              | 285 300   |                    | Пауль Лерідер                 |                      | Християнсько-соціальний союз    | Мапа | Межі округу [Архівовано 2 лютого 2021 у Wayback Machine.] Рез. виборів [Архівовано 15 січня 2021 у Wayback Machine.]         |
| 252 | Аугсбург-місто (Augsburg-Stadt) | Баварія                      |              | 314 100   |                    | Фолькер Міхаель Ульріх        |                      | Християнсько-соціальний союз    | Мапа | Межі округу [Архівовано 26 вересня 2021 у Wayback Machine.] Рез. виборів [Архівовано 14 січня 2021 у Wayback Machine.]       |
| 253 | Аугсбург-округ (Augsburg-Land) | Баварія                      |              | 324 800   |                    | Гансйорґ Дурц                 |                      | Християнсько-соціальний союз    | Мапа | Межі округу [Архівовано 26 вересня 2021 у Wayback Machine.] Рез. виборів [Архівовано 15 січня 2021 у Wayback Machine.]       |
| 254 | Донау-Ріс (Donau-Ries) | Баварія                      |              | 249 800   |                    | Ульріх Ланґе                  |                      | Християнсько-соціальний союз    | Мапа | Межі округу [Архівовано 28 жовтня 2020 у Wayback Machine.] Рез. виборів [Архівовано 26 грудня 2020 у Wayback Machine.]       |
| 255 | Ной-Ульм (Neu-Ulm) | Баварія                      |              | 328 000   |                    | Георґ Нюсляйн                 |                      | Християнсько-соціальний союз    | Мапа | Межі округу [Архівовано 6 лютого 2021 у Wayback Machine.] Рез. виборів [Архівовано 15 січня 2021 у Wayback Machine.]         |
| 256 | Оберальгой (Oberallgäu) | Баварія                      |              | 300 000   |                    | Герд Мюллер                   |                      | Християнсько-соціальний союз    | Мапа | Межі округу [Архівовано 26 вересня 2021 у Wayback Machine.] Рез. виборів [Архівовано 14 січня 2021 у Wayback Machine.]       |
| 257 | Остальгой (Ostallgäu) | Баварія                      |              | 329 200   |                    | Штефан Штракке                |                      | Християнсько-соціальний союз    | Мапа | Межі округу [Архівовано 20 червня 2021 у Wayback Machine.] Рез. виборів [Архівовано 15 січня 2021 у Wayback Machine.]        |
| 258 | Штутгарт I (Stuttgart I) | Баден-Вюртемберг             |              | 304 300   |                    | Штефан Кауфманн               |                      | Християнсько-демократичний союз | Мапа | Межі округу [Архівовано 13 квітня 2019 у Wayback Machine.] Рез. виборів [Архівовано 6 грудня 2019 у Wayback Machine.]        |
| 259 | Штутгарт II (Stuttgart II) | Баден-Вюртемберг             |              | 319 500   |                    | Карін Мааґ                    |                      | Християнсько-демократичний союз | Мапа | Межі округу [Архівовано 13 квітня 2019 у Wayback Machine.] Рез. виборів [Архівовано 6 грудня 2019 у Wayback Machine.]        |
| 260 | Беблінген (Böblingen) | Баден-Вюртемберг             |              | 358 700   |                    | Марк Бядач                    |                      | Християнсько-демократичний союз | Мапа | Межі округу [Архівовано 13 квітня 2019 у Wayback Machine.] Рез. виборів [Архівовано 6 грудня 2019 у Wayback Machine.]        |
| 261 | Есслінген (Esslingen) | Баден-Вюртемберг             |              | 245 900   |                    | Маркус Ґрюбель                |                      | Християнсько-демократичний союз | Мапа | Межі округу [Архівовано 13 квітня 2019 у Wayback Machine.] Рез. виборів [Архівовано 6 грудня 2019 у Wayback Machine.]        |
| 262 | Нюртінген (Nürtingen) | Баден-Вюртемберг             |              | 293 300   |                    | Міхаель Хеннріх               |                      | Християнсько-демократичний союз | Мапа | Межі округу [Архівовано 13 квітня 2019 у Wayback Machine.] Рез. виборів [Архівовано 6 грудня 2019 у Wayback Machine.]        |
| 263 | Геппінген (Göppingen) | Баден-Вюртемберг             |              | 252 700   |                    | Херманн Фербер                |                      | Християнсько-демократичний союз | Мапа | Межі округу [Архівовано 13 квітня 2019 у Wayback Machine.] Рез. виборів [Архівовано 6 грудня 2019 у Wayback Machine.]        |
| 264 | Вайблінген (Waiblingen) | Баден-Вюртемберг             |              | 317 400   |                    | Йоахім Пфайффер               |                      | Християнсько-демократичний союз | Мапа | Межі округу [Архівовано 13 квітня 2019 у Wayback Machine.] Рез. виборів [Архівовано 6 грудня 2019 у Wayback Machine.]        |
| 265 | Людвігсбург (Ludwigsburg) | Баден-Вюртемберг             |              | 324 700   |                    | Штеффен Білґер                |                      | Християнсько-демократичний союз | Мапа | Межі округу [Архівовано 13 квітня 2019 у Wayback Machine.] Рез. виборів [Архівовано 6 грудня 2019 у Wayback Machine.]        |
| 266 | Неккар—Цабер (Neckar-Zaber) | Баден-Вюртемберг             |              | 322 100   |                    | Ебергард Ґінґер               |                      | Християнсько-демократичний союз | Мапа | Межі округу [Архівовано 13 квітня 2019 у Wayback Machine.] Рез. виборів [Архівовано 6 грудня 2019 у Wayback Machine.]        |
| 267 | Гайльбронн (Heilbronn) | Баден-Вюртемберг             |              | 351 700   |                    | Александер Тром               |                      | Християнсько-демократичний союз | Мапа | Межі округу [Архівовано 13 квітня 2019 у Wayback Machine.] Рез. виборів [Архівовано 6 грудня 2019 у Wayback Machine.]        |
| 268 | Швебіш-Галль—Хоенльое (Schwäbisch Hall — Hohenlohe) | Баден-Вюртемберг             |              | 301 800   |                    | Хрістіан фон Штеттен          |                      | Християнсько-демократичний союз | Мапа | Межі округу [Архівовано 13 квітня 2019 у Wayback Machine.] Рез. виборів [Архівовано 6 грудня 2019 у Wayback Machine.]        |
| 269 | Бакнанг—Швебіш-Гмюнд (Backnang — Schwäbisch Gmünd) | Баден-Вюртемберг             |              | 241 500   |                    | Норберт Бартлє                |                      | Християнсько-демократичний союз | Мапа | Межі округу [Архівовано 13 квітня 2019 у Wayback Machine.] Рез. виборів [Архівовано 24 вересня 2020 у Wayback Machine.]      |
| 270 | Ален—Гайденгайм (Aalen — Heidenheim) | Баден-Вюртемберг             |              | 303 800   |                    | Родеріх Кізеветтер            |                      | Християнсько-демократичний союз | Мапа | Межі округу [Архівовано 13 квітня 2019 у Wayback Machine.] Рез. виборів [Архівовано 6 грудня 2019 у Wayback Machine.]        |
| 271 | Карлсруе-місто (Karlsruhe-Stadt) | Баден-Вюртемберг             |              | 307 800   |                    | Інґо Веллєнройтер             |                      | Християнсько-демократичний союз | Мапа | Межі округу [Архівовано 13 квітня 2019 у Wayback Machine.] Рез. виборів [Архівовано 10 червня 2020 у Wayback Machine.]       |
| 272 | Карлсруе-округ (Karlsruhe-Land) | Баден-Вюртемберг             |              | 281 100   |                    | Аксель Фішер                  |                      | Християнсько-демократичний союз | Мапа | Межі округу [Архівовано 13 квітня 2019 у Wayback Machine.] Рез. виборів [Архівовано 6 грудня 2019 у Wayback Machine.]        |
| 273 | Раштат (Rastatt) | Баден-Вюртемберг             |              | 281 600   |                    | Кай Віттакер                  |                      | Християнсько-демократичний союз | Мапа | Межі округу [Архівовано 13 квітня 2019 у Wayback Machine.] Рез. виборів [Архівовано 6 грудня 2019 у Wayback Machine.]        |
| 274 | Гайдельберг (Heidelberg) | Баден-Вюртемберг             |              | 317 100   |                    | Карл А. Ламерс                |                      | Християнсько-демократичний союз | Мапа | Межі округу [Архівовано 25 листопада 2020 у Wayback Machine.] Рез. виборів [Архівовано 6 грудня 2019 у Wayback Machine.]     |
| 275 | Мангайм (Mannheim) | Баден-Вюртемберг             |              | 305 800   |                    | Ніколас Льобель               |                      | Християнсько-демократичний союз | Мапа | Межі округу [Архівовано 13 квітня 2019 у Wayback Machine.] Рез. виборів [Архівовано 6 грудня 2019 у Wayback Machine.]        |
| 276 | Оденвальд—Таубер (Odenwald — Tauber) | Баден-Вюртемберг             |              | 275 100   |                    | Алойс Ґеріґ                   |                      | Християнсько-демократичний союз | Мапа | Межі округу [Архівовано 13 квітня 2019 у Wayback Machine.] Рез. виборів [Архівовано 6 грудня 2019 у Wayback Machine.]        |
| 277 | Рейн-Неккар (Rhein-Neckar) | Баден-Вюртемберг             |              | 268 900   |                    | Штефан Гарбарт                |                      | Християнсько-демократичний союз | Мапа | Межі округу [Архівовано 13 квітня 2019 у Wayback Machine.] Рез. виборів [Архівовано 6 грудня 2019 у Wayback Machine.]        |
| 278 | Брухзаль—Шветцинген (Bruchsal — Schwetzingen) | Баден-Вюртемберг             |              | 266 800   |                    | Олав Ґуттінґ                  |                      | Християнсько-демократичний союз | Мапа | Межі округу [Архівовано 13 квітня 2019 у Wayback Machine.] Рез. виборів [Архівовано 6 грудня 2019 у Wayback Machine.]        |
| 279 | Пфорцгайм (Pforzheim) | Баден-Вюртемберг             |              | 318 300   |                    | Ґюнтер Кріхбаум               |                      | Християнсько-демократичний союз | Мапа | Межі округу [Архівовано 13 квітня 2019 у Wayback Machine.] Рез. виборів [Архівовано 6 грудня 2019 у Wayback Machine.]        |
| 280 | Кальв (Calw) | Баден-Вюртемберг             |              | 271 600   |                    | Ганс-Йоахім Фухтель           |                      | Християнсько-демократичний союз | Мапа | Межі округу [Архівовано 13 квітня 2019 у Wayback Machine.] Рез. виборів [Архівовано 6 грудня 2019 у Wayback Machine.]        |
| 281 | Фрайбург (Freiburg) | Баден-Вюртемберг             |              | 313 800   |                    | Матерн Маршалл фон Біберштайн |                      | Християнсько-демократичний союз | Мапа | Межі округу [Архівовано 13 квітня 2019 у Wayback Machine.] Рез. виборів [Архівовано 6 грудня 2019 у Wayback Machine.]        |
| 282 | Леррах—Мюлльгайм (Lörrach — Müllheim) | Баден-Вюртемберг             |              | 318 700   |                    | Армін Шустер                  |                      | Християнсько-демократичний союз | Мапа | Межі округу [Архівовано 13 квітня 2019 у Wayback Machine.] Рез. виборів [Архівовано 6 грудня 2019 у Wayback Machine.]        |
| 283 | Еммендінген—Лар (Emmendingen — Lahr) | Баден-Вюртемберг             |              | 289 200   |                    | Петер Вайс                    |                      | Християнсько-демократичний союз | Мапа | Межі округу [Архівовано 13 квітня 2019 у Wayback Machine.] Рез. виборів [Архівовано 14 липня 2020 у Wayback Machine.]        |
| 284 | Оффенбург (Offenburg) | Баден-Вюртемберг             |              | 272 300   |                    | Вольфганг Шойбле              |                      | Християнсько-демократичний союз | Мапа | Межі округу [Архівовано 13 квітня 2019 у Wayback Machine.] Рез. виборів [Архівовано 6 грудня 2019 у Wayback Machine.]        |
| 285 | Ротвайль—Тутлінген (Rottweil — Tuttlingen) | Баден-Вюртемберг             |              | 242 700   |                    | Фолькер Каудер                |                      | Християнсько-демократичний союз | Мапа | Межі округу [Архівовано 13 квітня 2019 у Wayback Machine.] Рез. виборів [Архівовано 6 грудня 2019 у Wayback Machine.]        |
| 286 | Шварцвальд-Бар (Schwarzwald-Baar) | Баден-Вюртемберг             |              | 200 300   |                    | Торстен Фрай                  |                      | Християнсько-демократичний союз | Мапа | Межі округу [Архівовано 13 квітня 2019 у Wayback Machine.] Рез. виборів [Архівовано 6 грудня 2019 у Wayback Machine.]        |
| 287 | Констанц (Konstanz) | Баден-Вюртемберг             |              | 243 100   |                    | Андреас Юнґ                   |                      | Християнсько-демократичний союз | Мапа | Межі округу [Архівовано 13 квітня 2019 у Wayback Machine.] Рез. виборів [Архівовано 6 грудня 2019 у Wayback Machine.]        |
| 288 | Вальдсгут (Waldshut) | Баден-Вюртемберг             |              | 215 600   |                    | Фелікс Шрайнер                |                      | Християнсько-демократичний союз | Мапа | Межі округу [Архівовано 14 травня 2021 у Wayback Machine.] Рез. виборів [Архівовано 6 грудня 2019 у Wayback Machine.]        |
| 289 | Ройтлінген (Reutlingen) | Баден-Вюртемберг             |              | 242 800   |                    | Міхаель Донт                  |                      | Християнсько-демократичний союз | Мапа | Межі округу [Архівовано 13 квітня 2019 у Wayback Machine.] Рез. виборів [Архівовано 6 грудня 2019 у Wayback Machine.]        |
| 290 | Тюбінген (Tübingen) | Баден-Вюртемберг             |              | 238 000   |                    | Аннетте Відманн-Мауц          |                      | Християнсько-демократичний союз | Мапа | Межі округу [Архівовано 16 листопада 2020 у Wayback Machine.] Рез. виборів [Архівовано 6 грудня 2019 у Wayback Machine.]     |
| 291 | Ульм (Ulm) | Баден-Вюртемберг             |              | 271 300   |                    | Роня Кеммер                   |                      | Християнсько-демократичний союз | Мапа | Межі округу [Архівовано 13 квітня 2019 у Wayback Machine.] Рез. виборів [Архівовано 6 грудня 2019 у Wayback Machine.]        |
| 292 | Біберах (Biberach) | Баден-Вюртемберг             |              | 203 600   |                    | Йозеф Ріф                     |                      | Християнсько-демократичний союз | Мапа | Межі округу [Архівовано 13 квітня 2019 у Wayback Machine.] Рез. виборів [Архівовано 6 грудня 2019 у Wayback Machine.]        |
| 293 | Бодензеє (Bodensee) | Баден-Вюртемберг             |              | 206 500   |                    | Лотар Рібзамен                |                      | Християнсько-демократичний союз | Мапа | Межі округу [Архівовано 13 квітня 2019 у Wayback Machine.] Рез. виборів [Архівовано 6 грудня 2019 у Wayback Machine.]        |
| 294 | Равенсбург (Ravensburg) | Баден-Вюртемберг             |              | 226 500   |                    | Аксель Мюллєр                 |                      | Християнсько-демократичний союз | Мапа | Межі округу [Архівовано 13 квітня 2019 у Wayback Machine.] Рез. виборів [Архівовано 6 грудня 2019 у Wayback Machine.]        |
| 295 | Цоллернальб—Зігмарінген (Zollernalb — Sigmaringen) | Баден-Вюртемберг             |              | 221 000   |                    | Томас Барайс                  |                      | Християнсько-демократичний союз | Мапа | Межі округу [Архівовано 13 квітня 2019 у Wayback Machine.] Рез. виборів [Архівовано 21 листопада 2020 у Wayback Machine.]    |
| 296 | Саарбрюкен (Saarbrücken) | Саарланд                     |              | 235 000   |                    | Йозефіне Ортлеб               |                      | Соціал-демократична партія      | Мапа | Межі округу [Архівовано 26 вересня 2021 у Wayback Machine.] Рез. виборів [Архівовано 15 жовтня 2019 у Wayback Machine.]      |
| 297 | Саарлуї (Saarlouis) | Саарланд                     |              | 240 800   |                    | Петер Альтмаєр                |                      | Християнсько-демократичний союз | Мапа | Межі округу [Архівовано 26 вересня 2021 у Wayback Machine.] Рез. виборів [Архівовано 15 вересня 2014 у Wayback Machine.]     |
| 298 | Занкт-Вендель (St. Wendel) | Саарланд                     |              | 205 500   |                    | Надіне Шьон                   |                      | Християнсько-демократичний союз | Мапа | Межі округу [Архівовано 8 лютого 2021 у Wayback Machine.] Рез. виборів [Архівовано 15 жовтня 2019 у Wayback Machine.]        |
| 299 | Хомбург (Homburg) | Саарланд                     |              | 223 000   |                    | Маркус Уль                    |                      | Християнсько-демократичний союз | Мапа | Межі округу [Архівовано 6 лютого 2021 у Wayback Machine.] Рез. виборів [Архівовано 2 лютого 2021 у Wayback Machine.]         |